# Ciprínids
Els ciprínids (Cyprinidae) són una família de peixos teleostis de l'ordre dels cipriniformes que viuen a les aigües dolces i són criats amb fins alimentaris o com a peixos d'aquari. Els ciprínids, en general, estan molt adaptats a l'aqüicultura, car són espècies molt resistents a la contaminació de les aigües o a la baixa concentració d'oxigen.

## Morfologia

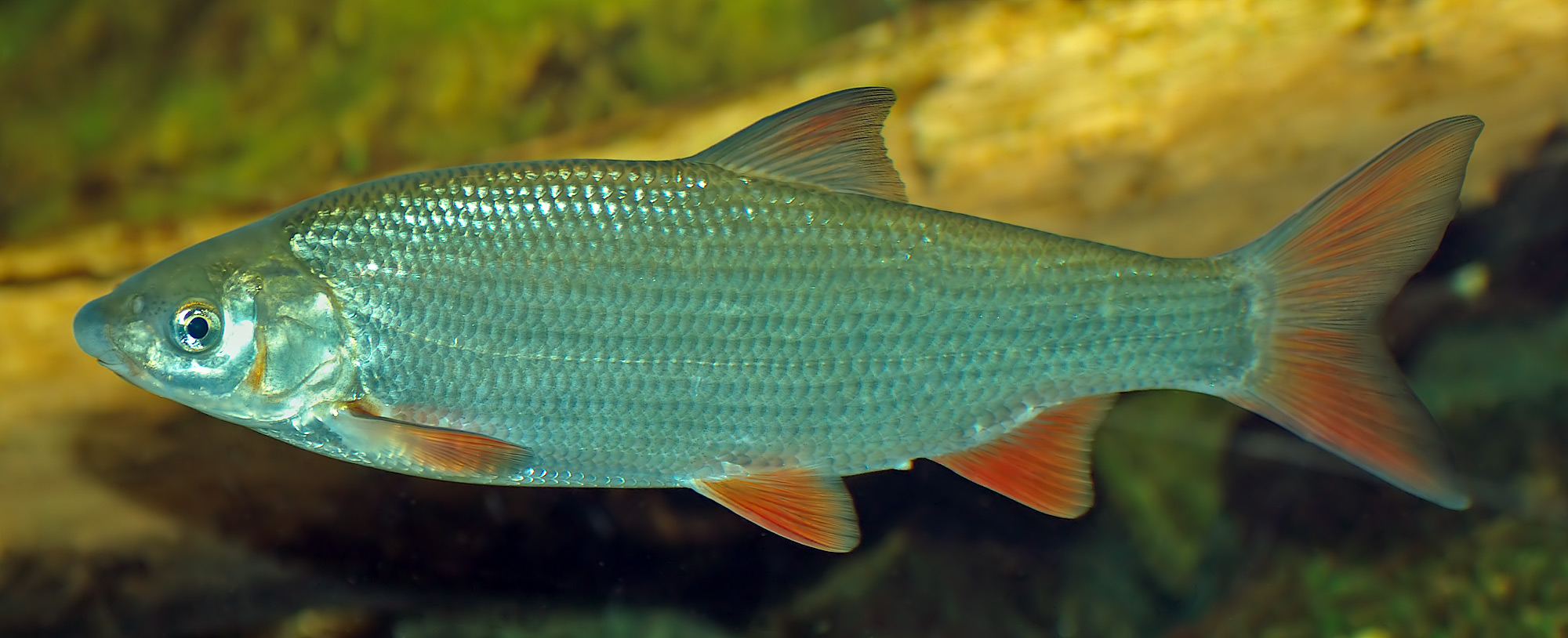
Chondrostoma nasus

- Tenen el cos ovalat i de dimensions variables (oscil·la entre uns centímetres i més d'un metre com ara la carpa) cobert d'escates cicloïdals molt desenvolupades.
- La posició de la boca és variable però és llisa, amb mandíbules sense dents, i barbes en moltes espècies.
- Els ossos de la faringe són falciformes amb estructures anomenades dents faríngies, que juntament amb formacions del basioccipital (recobertes amb una placa còrnia) formen un aparell rosegador molt potent.
- Presenten una aleta dorsal i una d'anal de longitud variable formada per radis tous, llevat de la presència en algunes espècies (carpa, carpa de fang) d'un primer radi molt ossificat i dentat.[1]

## Reproducció

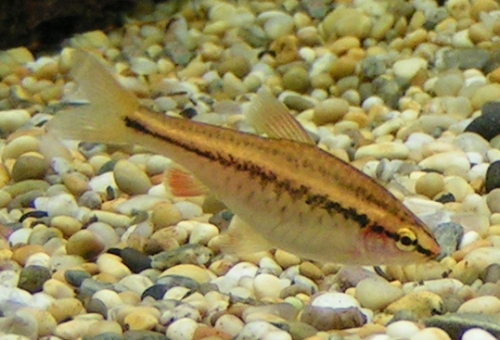
Femella de Puntius titteya.

Es reprodueixen per ous i no existeixen representants vivípars.

## Alimentació
Generalment són omnívors, i consumeixen aliment tant d'origen animal com vegetal.

## Hàbitat
Tots ells són d'aigua dolça, encara que alguns estan perfectament adaptats a viure en les aigües salabroses.

## Distribució geogràfica
Es troben amplament distribuïts per les aigües continentals d'Euràsia, Àfrica i l'Amèrica del Nord.

## Gèneresi espècies
- Aaptosyax  (Rainboth, 1991)[2]
- Abbottina  (Jordan i Fowler, 1903)[3]
- Abramis  (Cuvier, 1816)[4]
- Acanthalburnus  (Berg, 1916)[5]
- Acanthobrama  (Heckel, 1843)[6]
- Acanthogobio  (Herzenstein, 1892)[7]
- Acanthorhodeus  (Bleeker, 1871)[8]

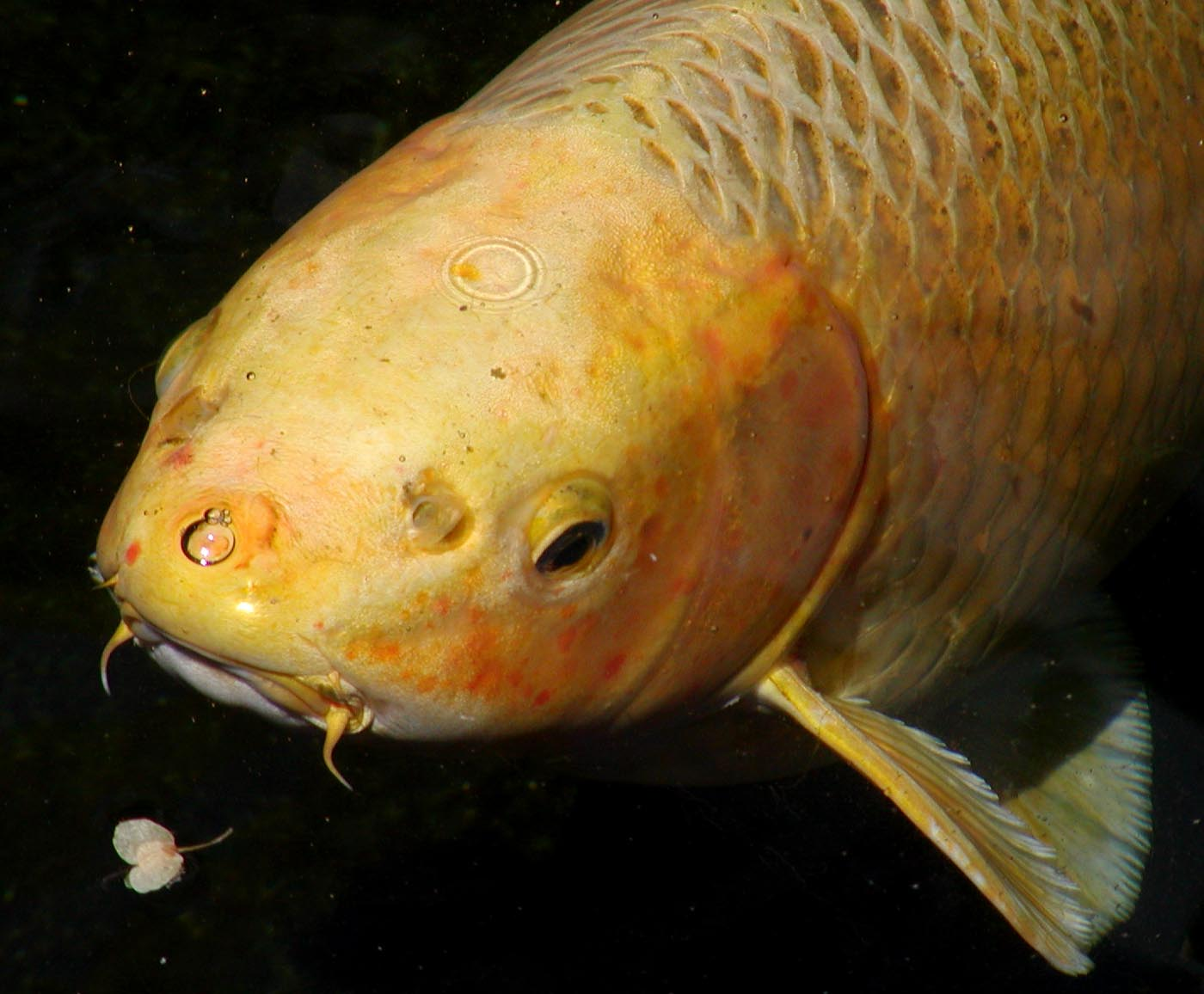
Carpa (Cyprinus carpio).

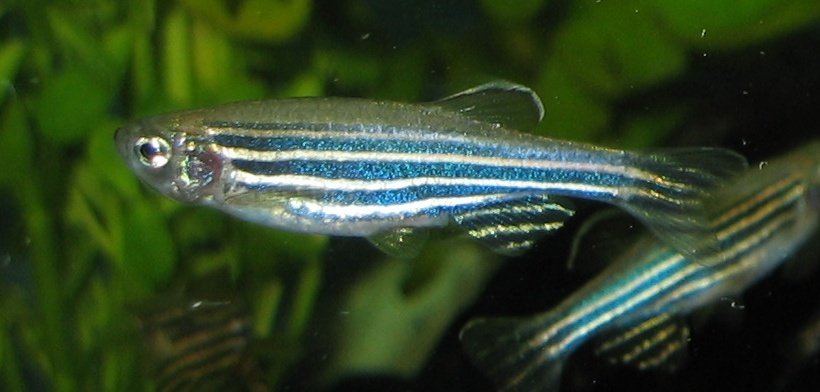
Peix zebra (Danio rerio).

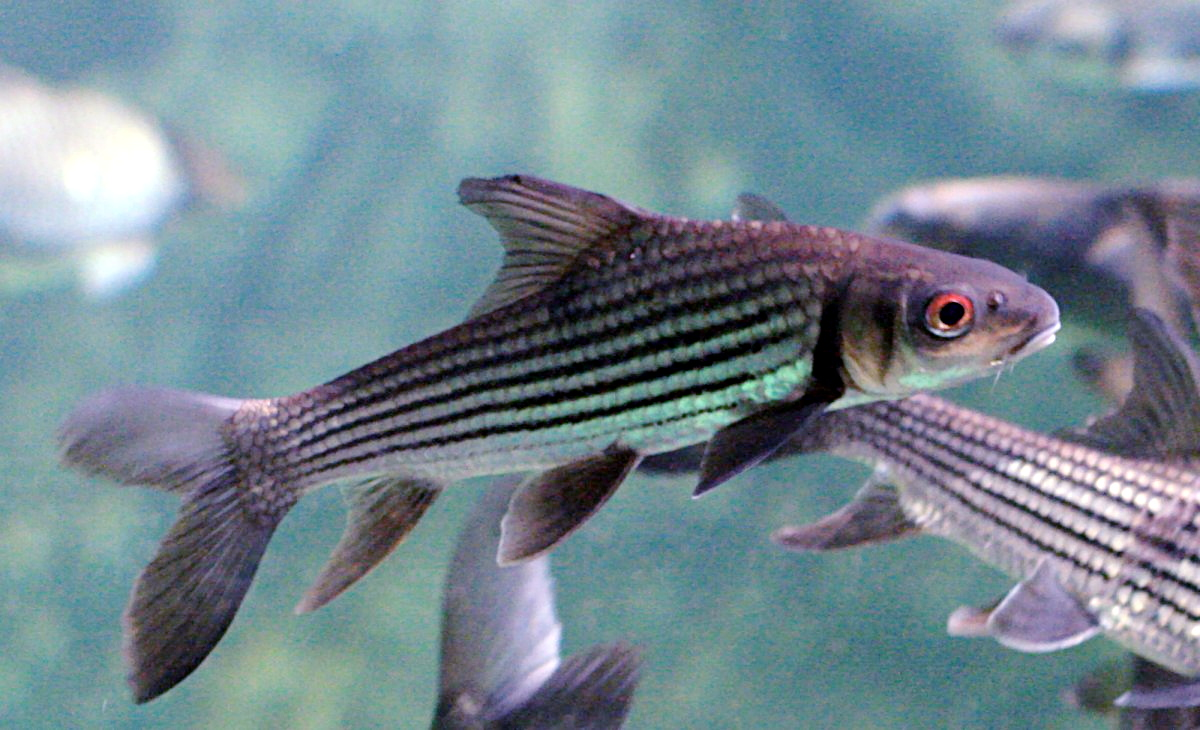
Probarbus jullieni

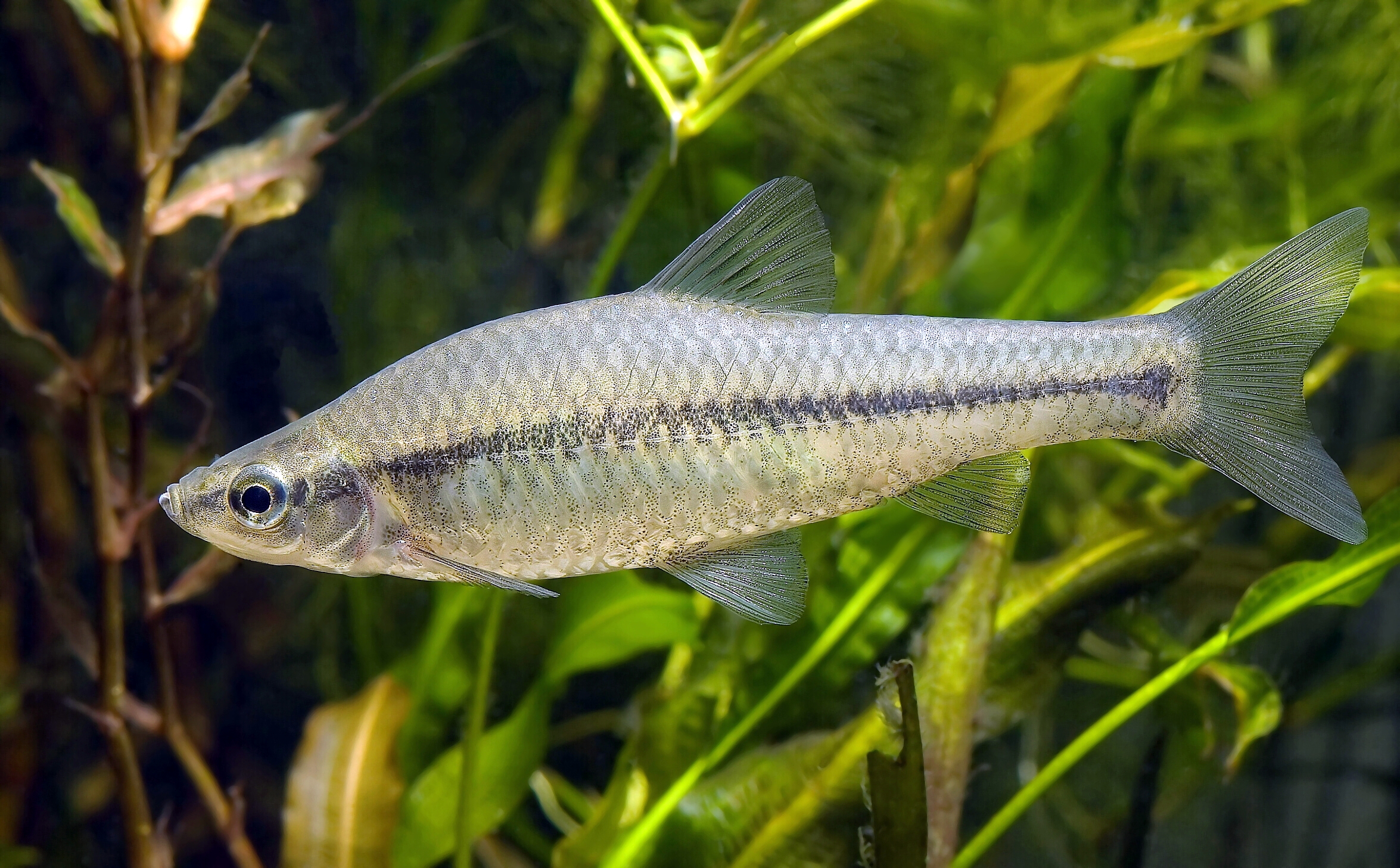
Pseudorasbora parva fotografiat al Japó.

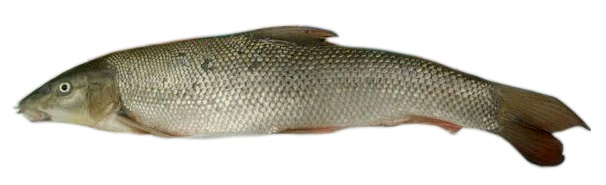
Barb comú (Barbus barbus).

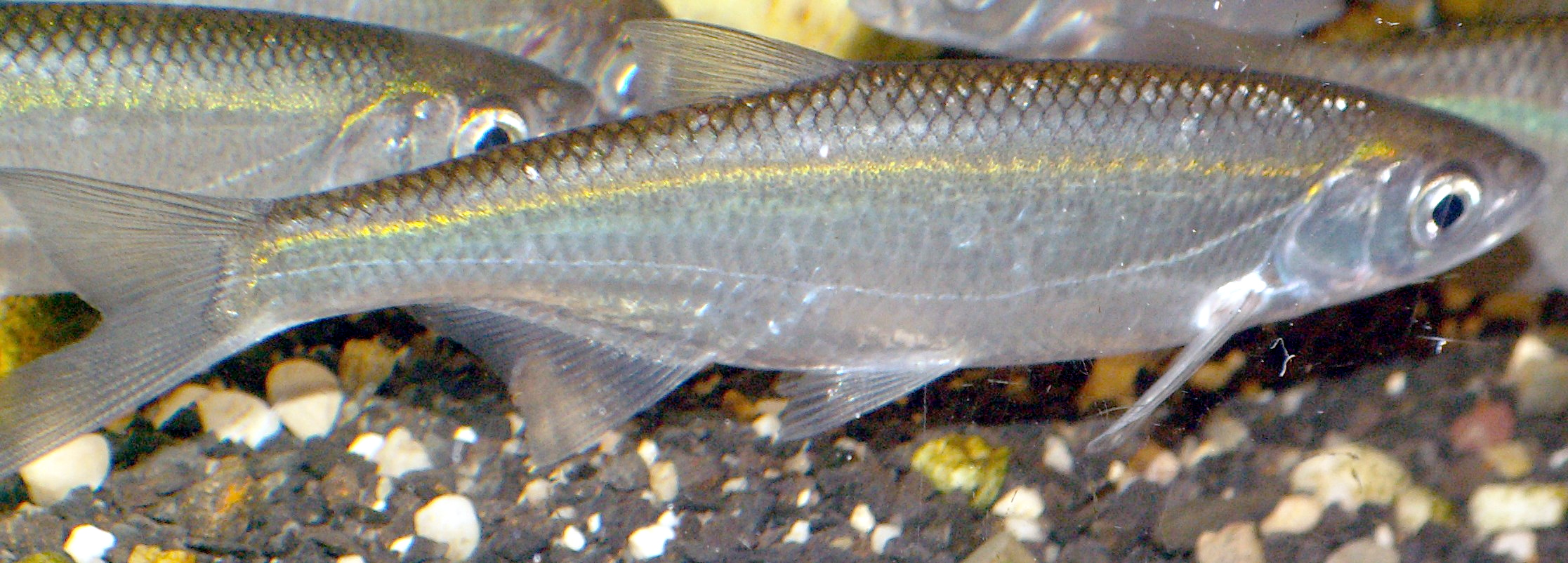
Exemplars d'alburns (Alburnus alburnus).

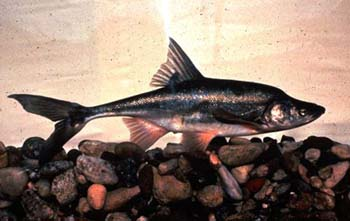
Gila elegans

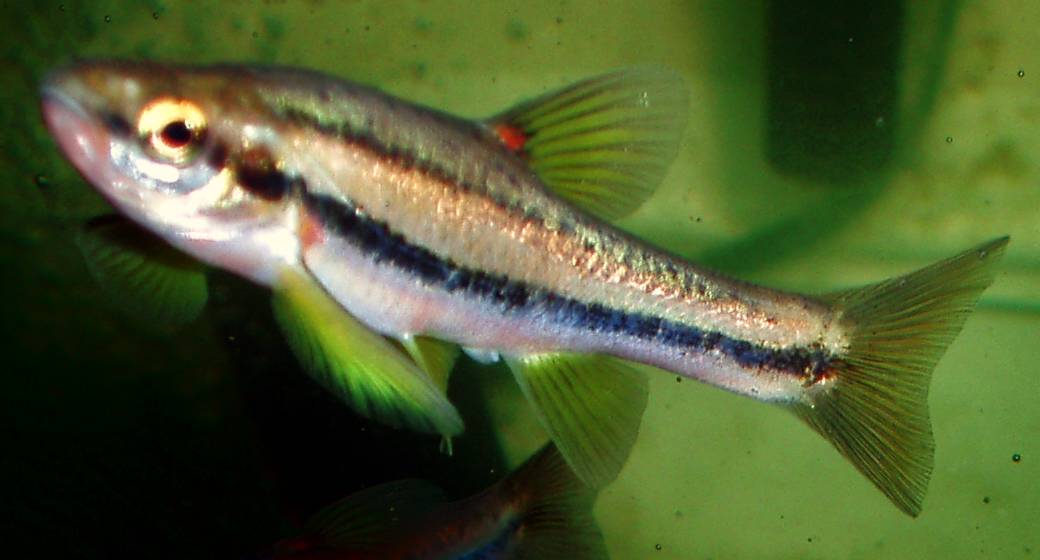
Phoxinus erythrogaster

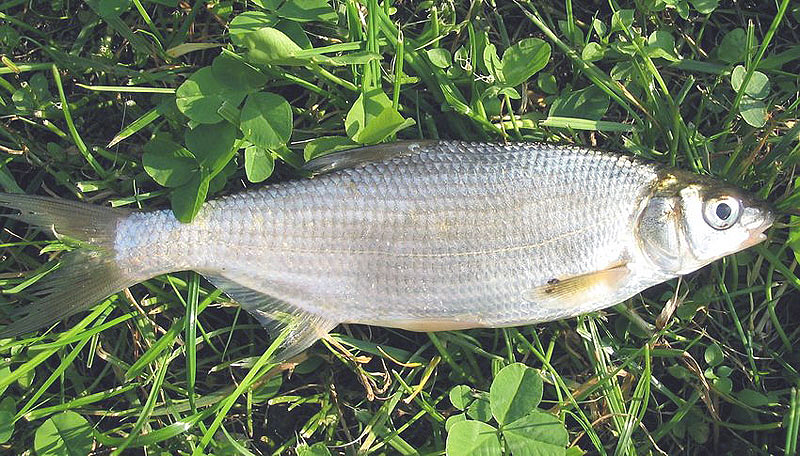
Exemplar de Vimba vimba pescat al riu Morava (conca del Danubi).

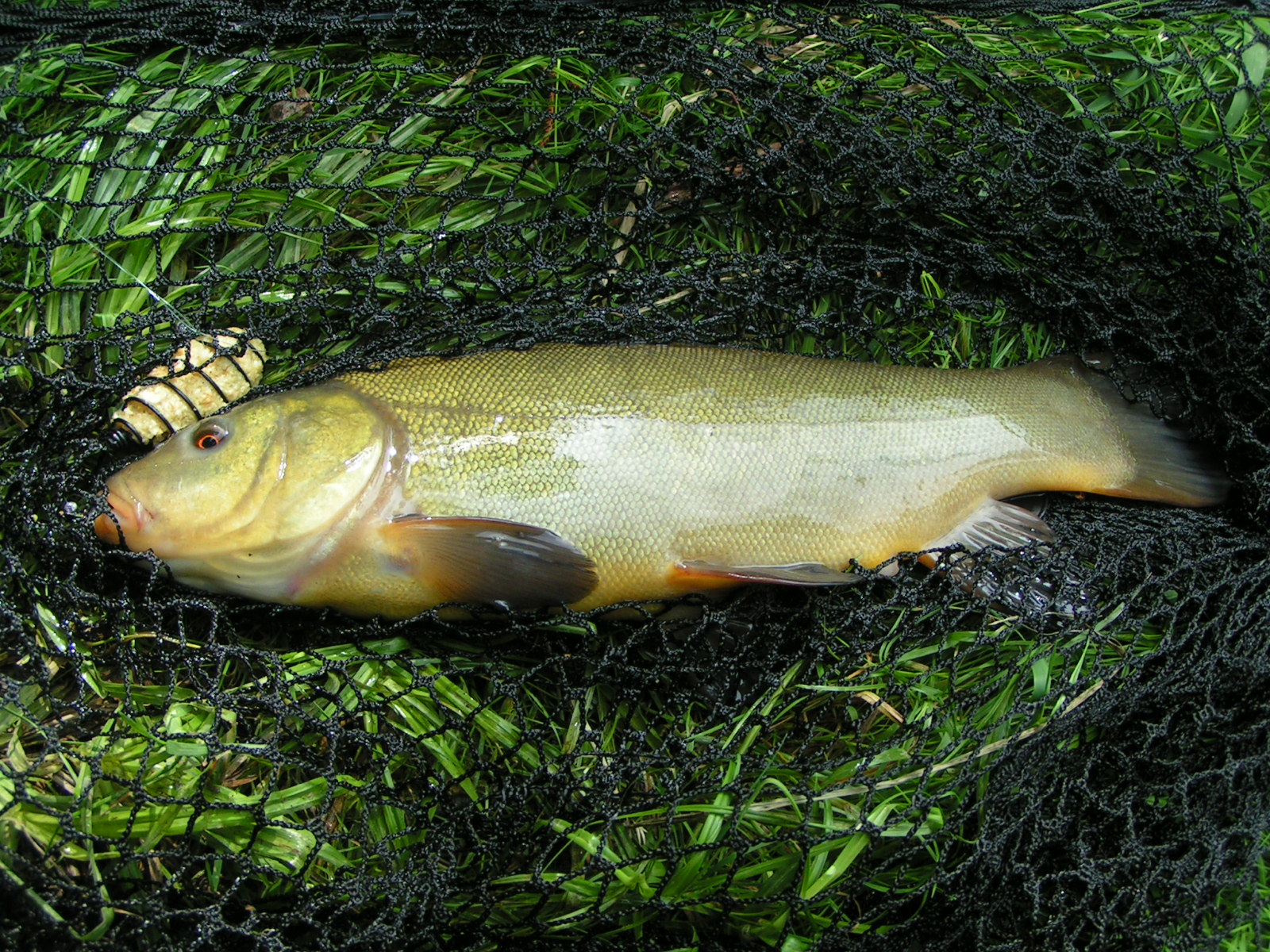
Tenca (Tinca tinca)

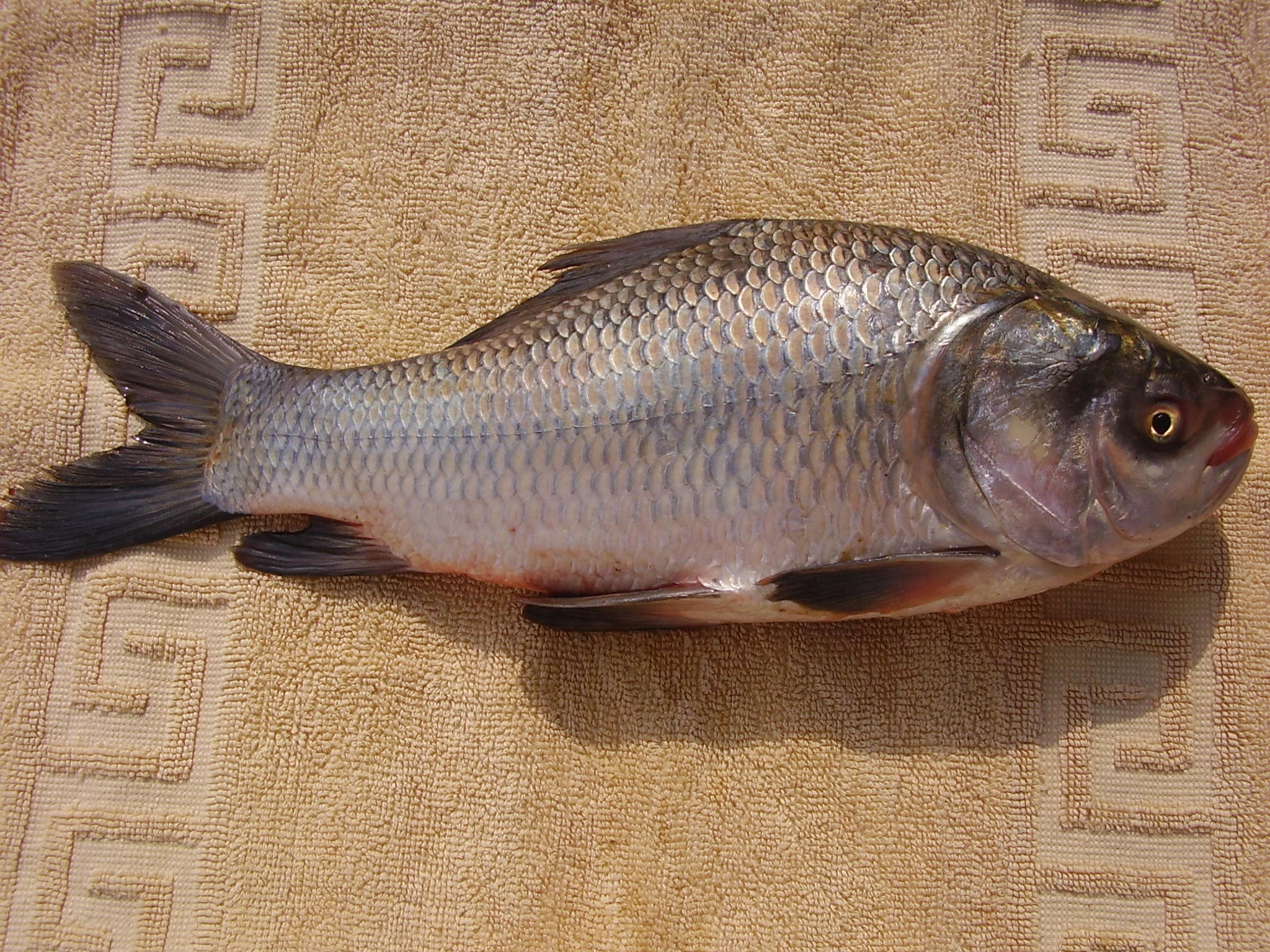
Catla catla

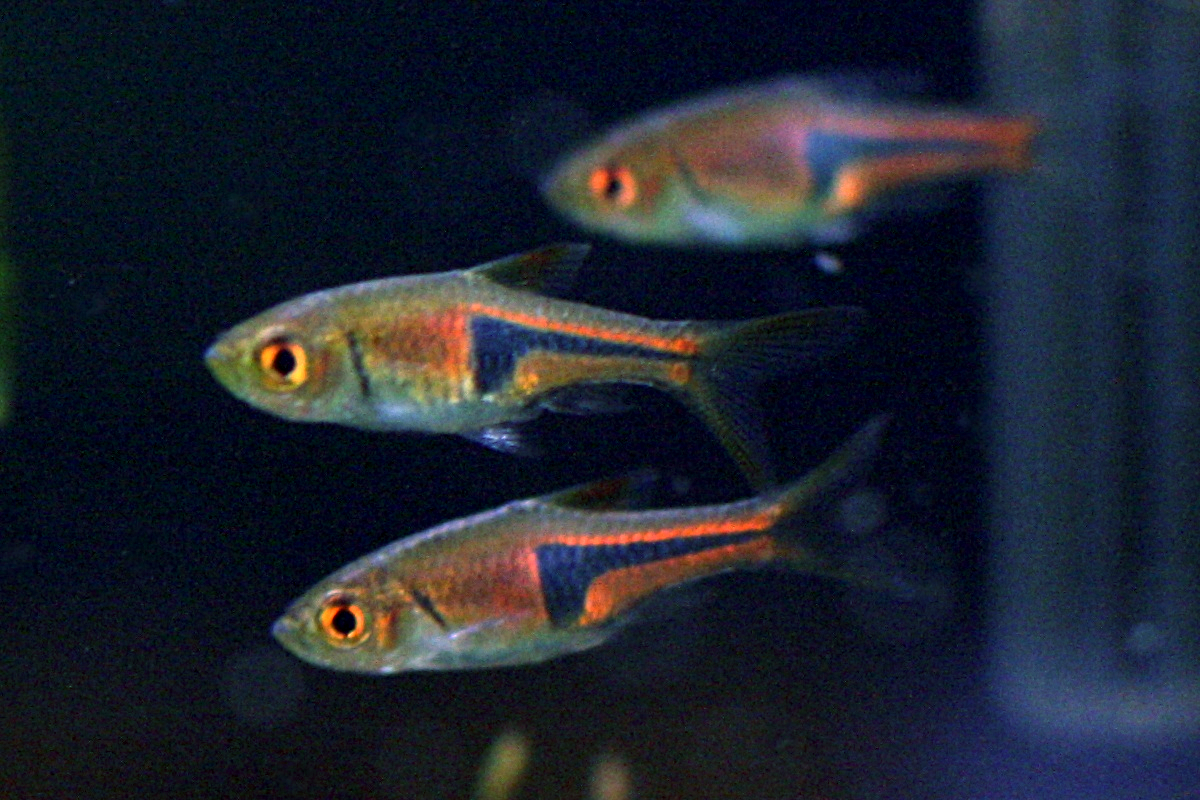
Exemplars de Trigonostigma espei

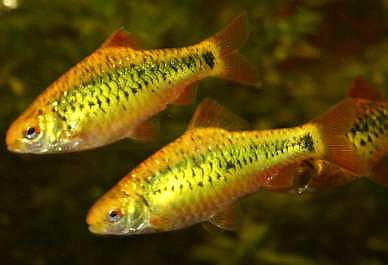
Exemplars de Puntius semifasciolatus

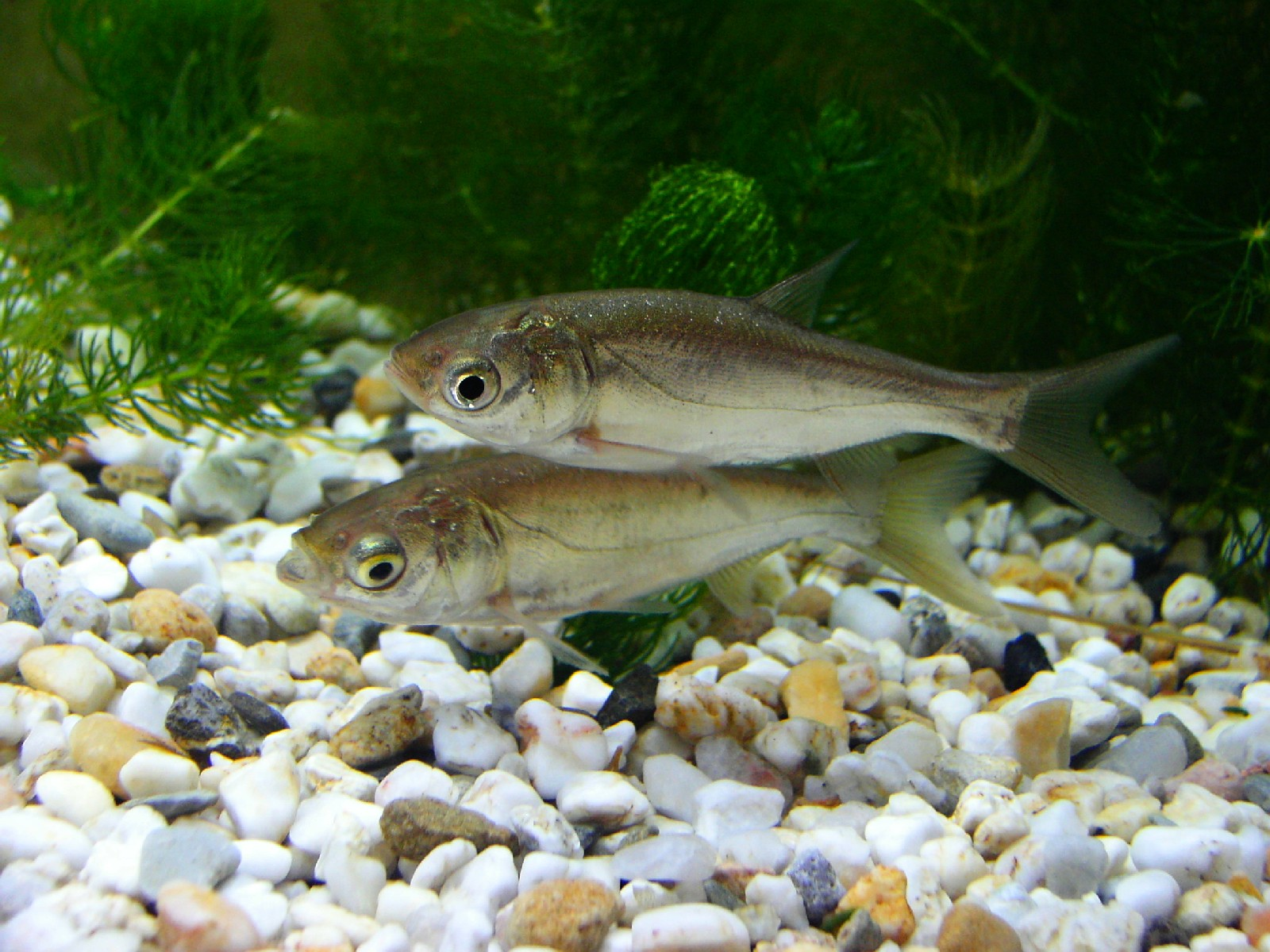
Exemplars de Hypophthalmichthys molitrix

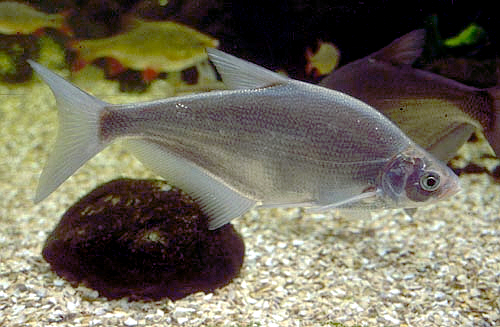
Abramis ballerus

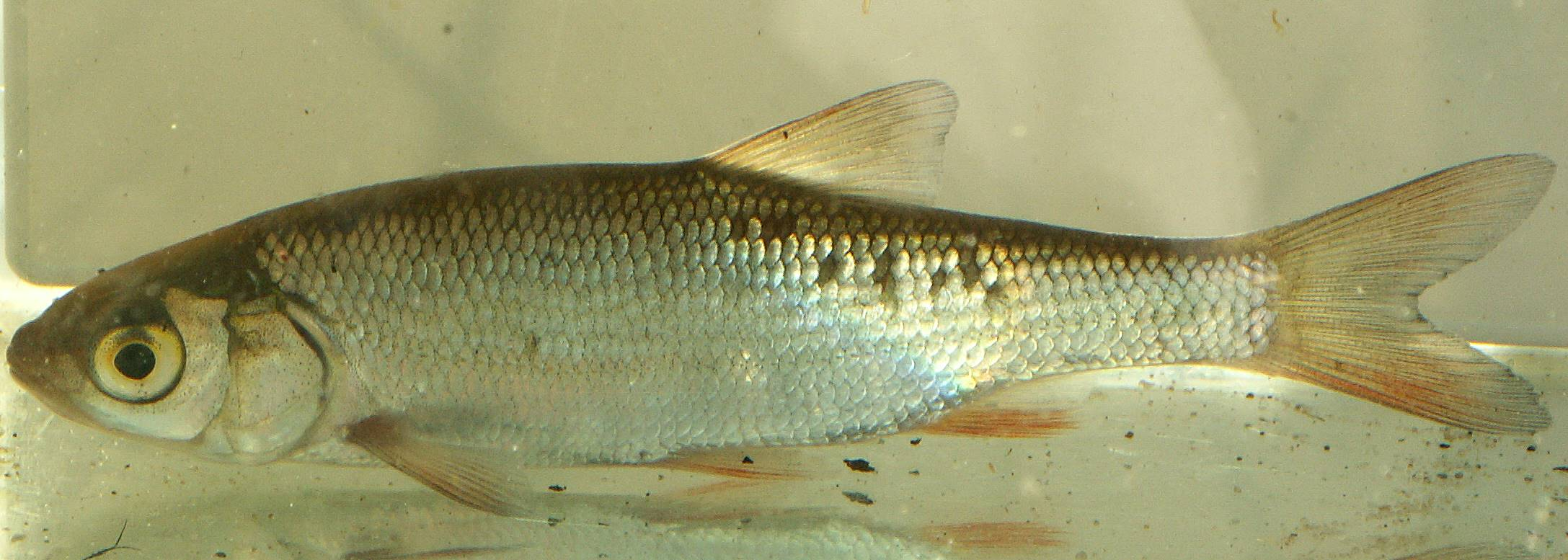
Exemplar de carpa koi japonesa (Leuciscus idus)

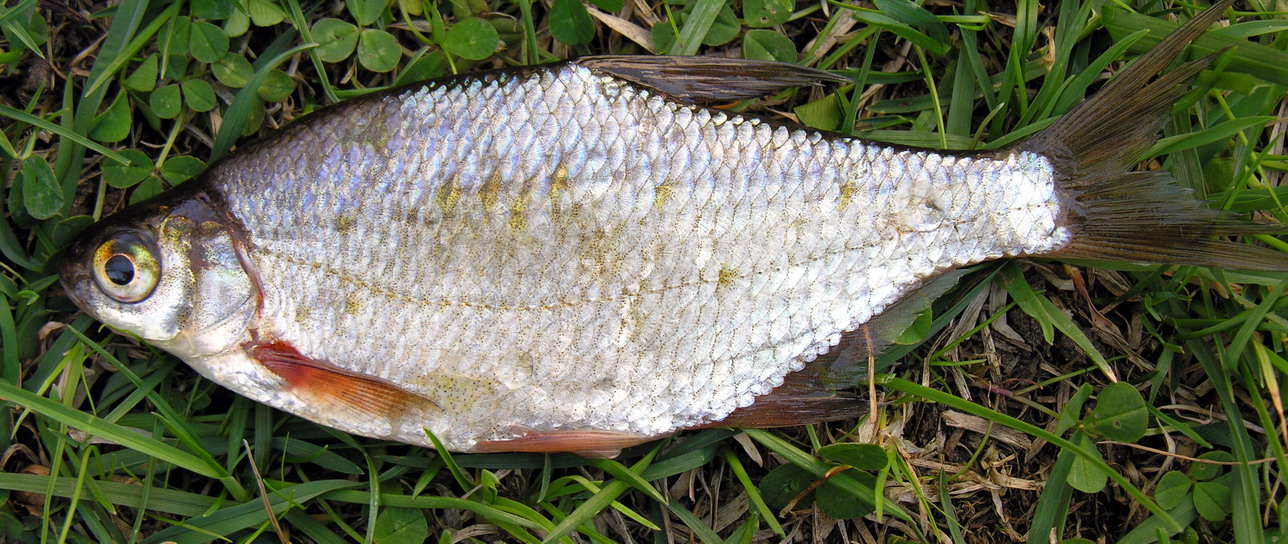
Blicca bjoerkna

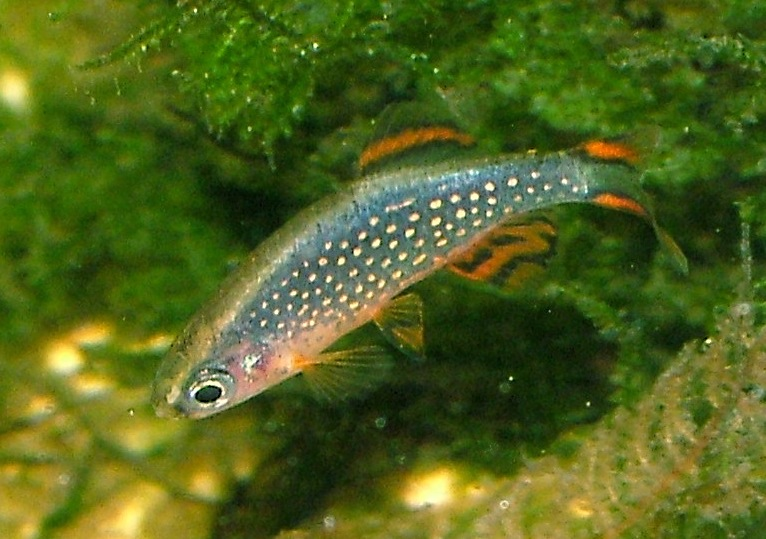
Mascle de Celestichthys margaritatus

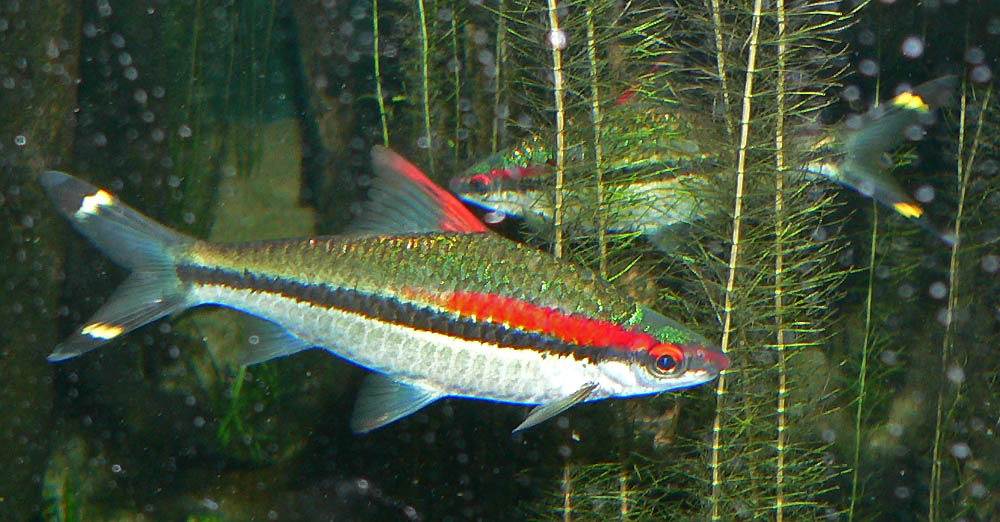
Exemplars de Puntius denisonii

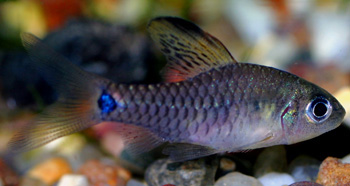
Mascle dOreichthys umangii

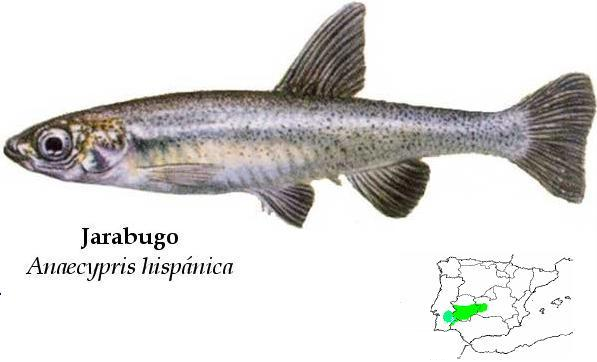
Anaecypris hispanica

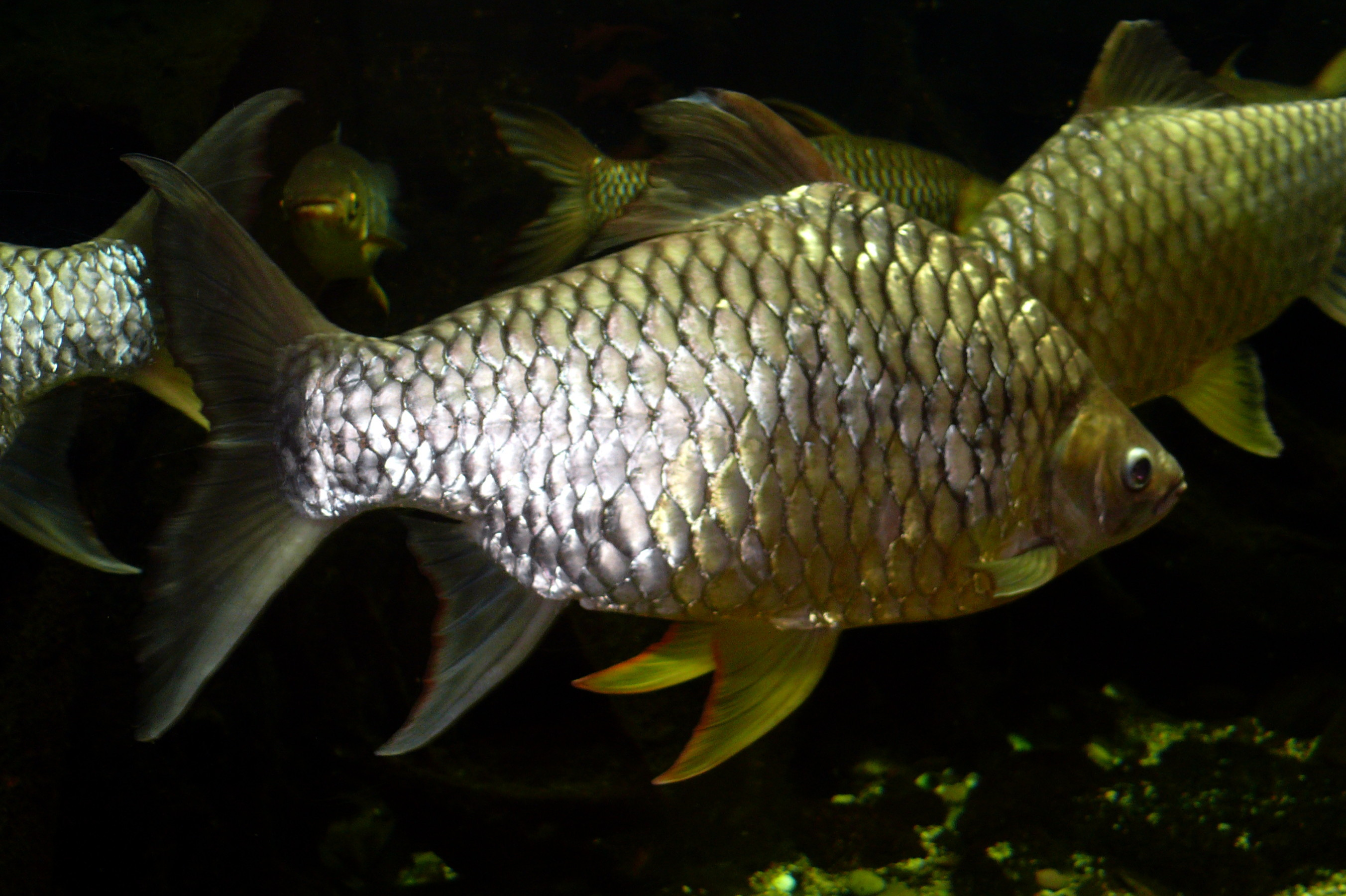
Hypsibarbus wetmorei

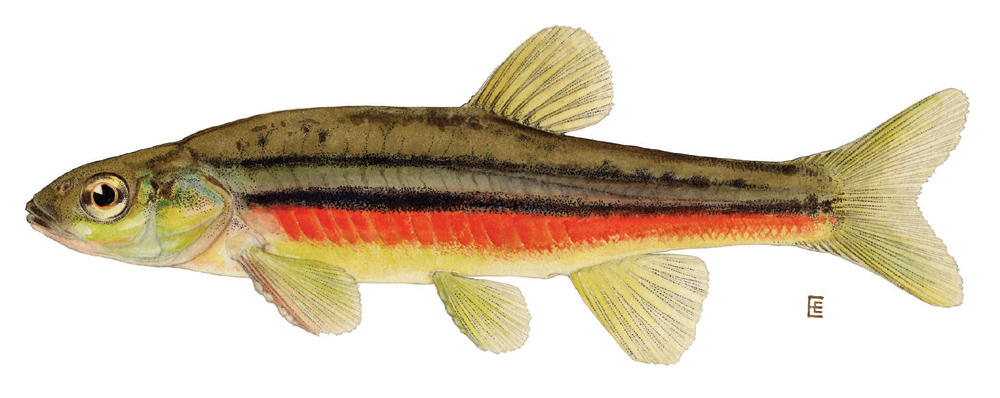
Phoxinus eos

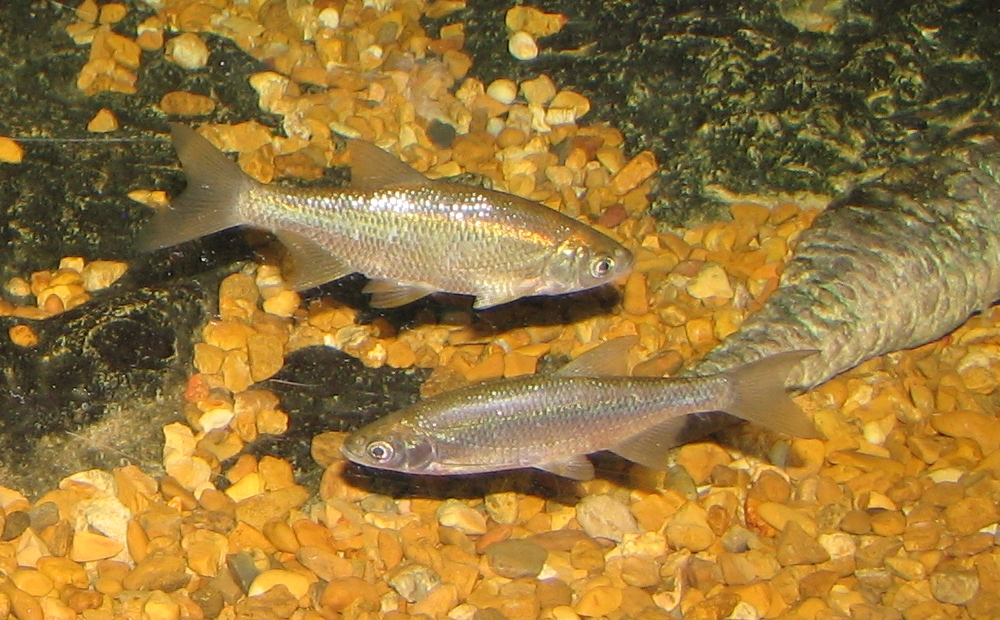
Luxilus chrysocephalus

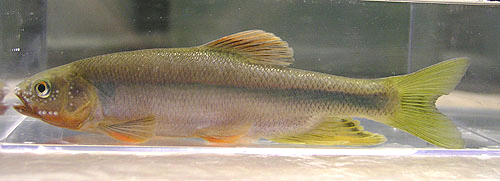
Zacco sieboldii

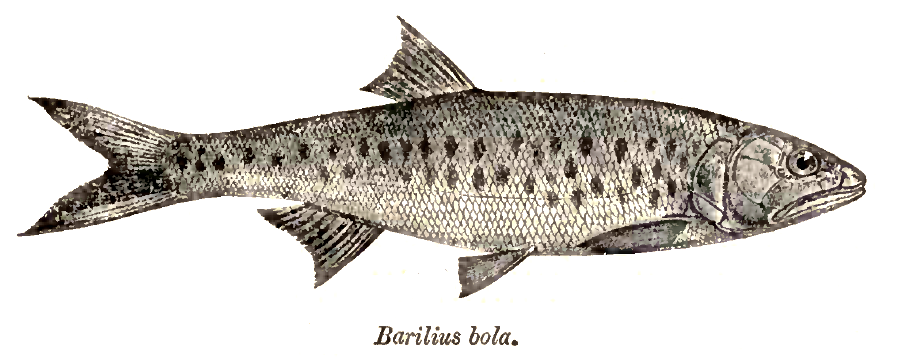
Raiamas bola

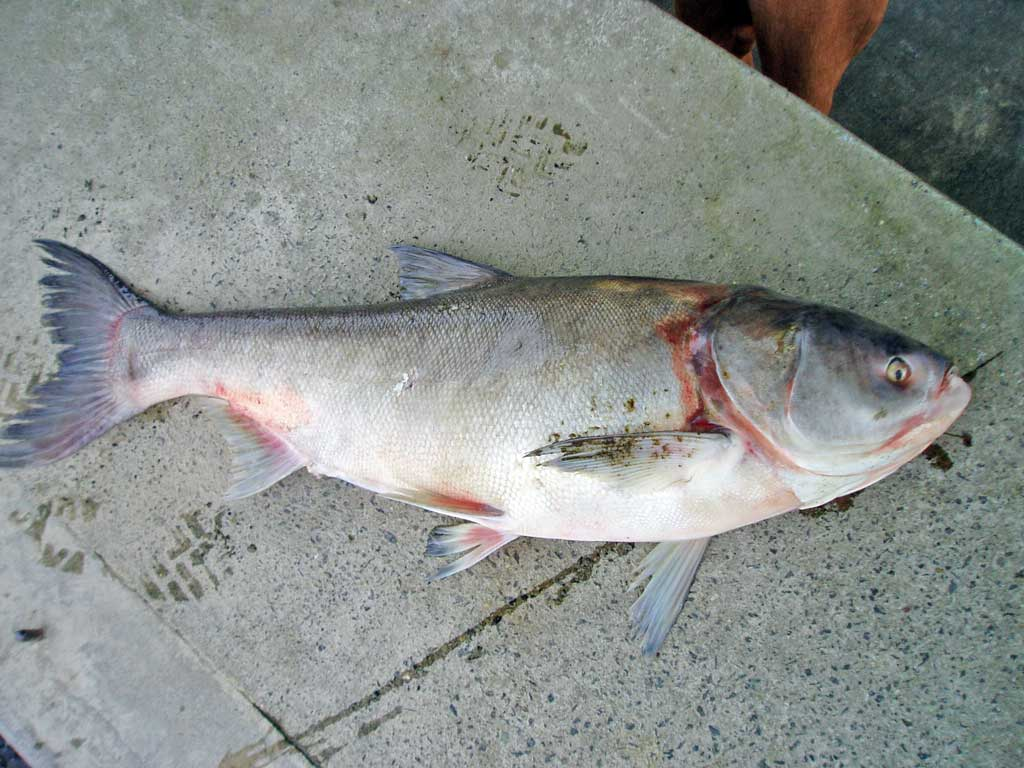
Exemplar adult dHypophthalmichthys molitrix

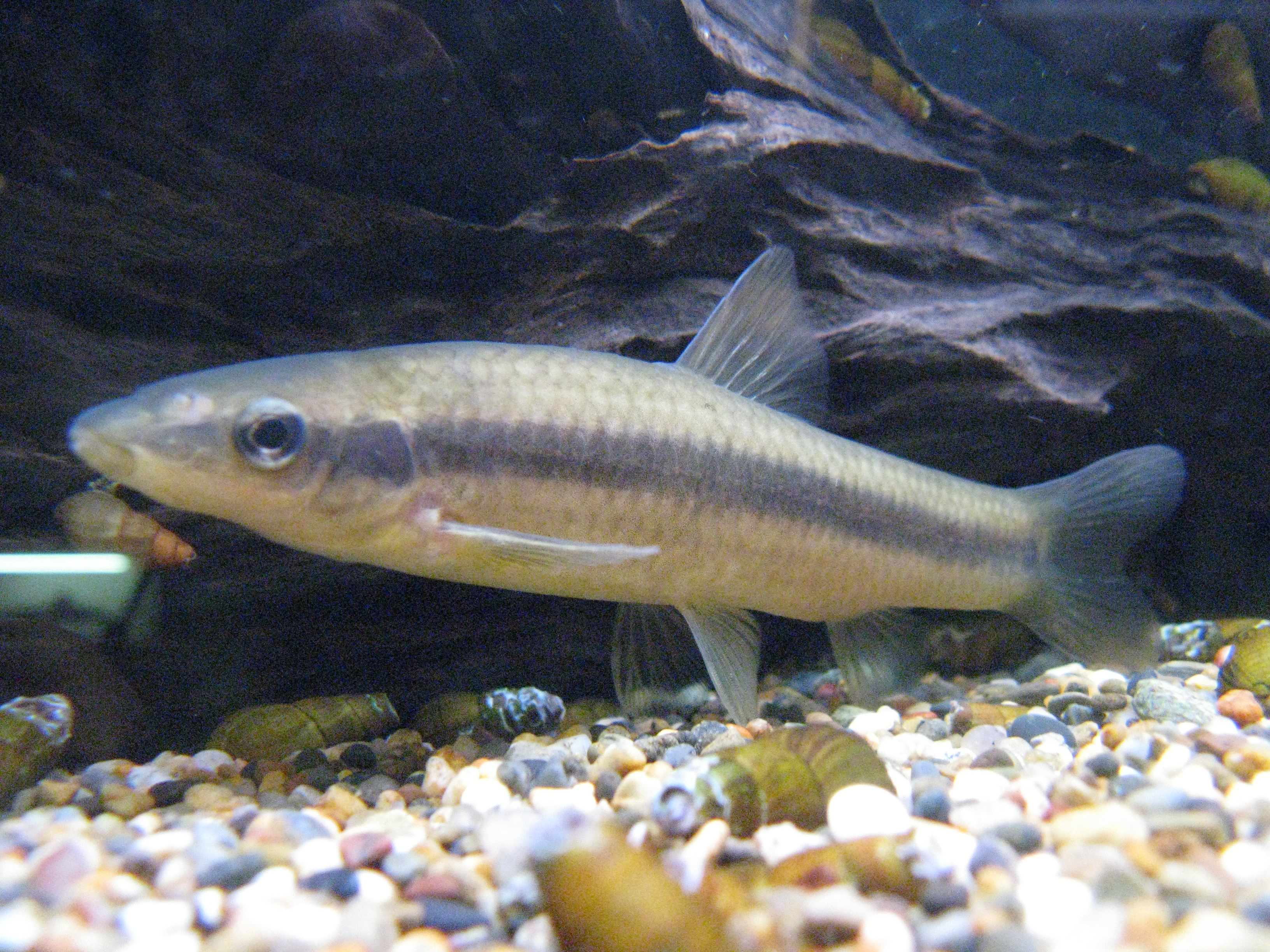
Pungtungia herzi

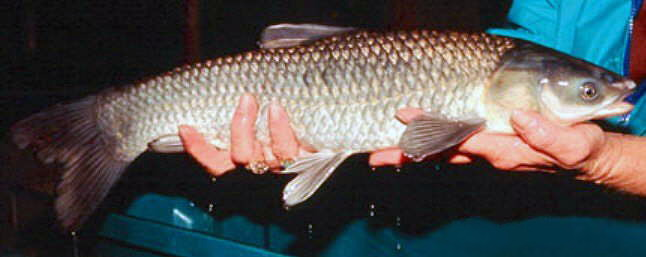
Mylopharyngodon piceus

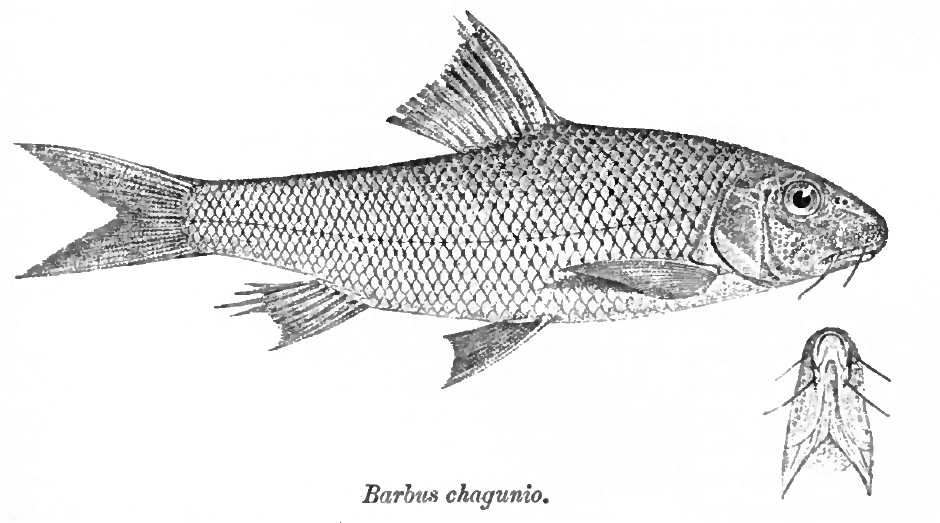
Chagunius chagunio

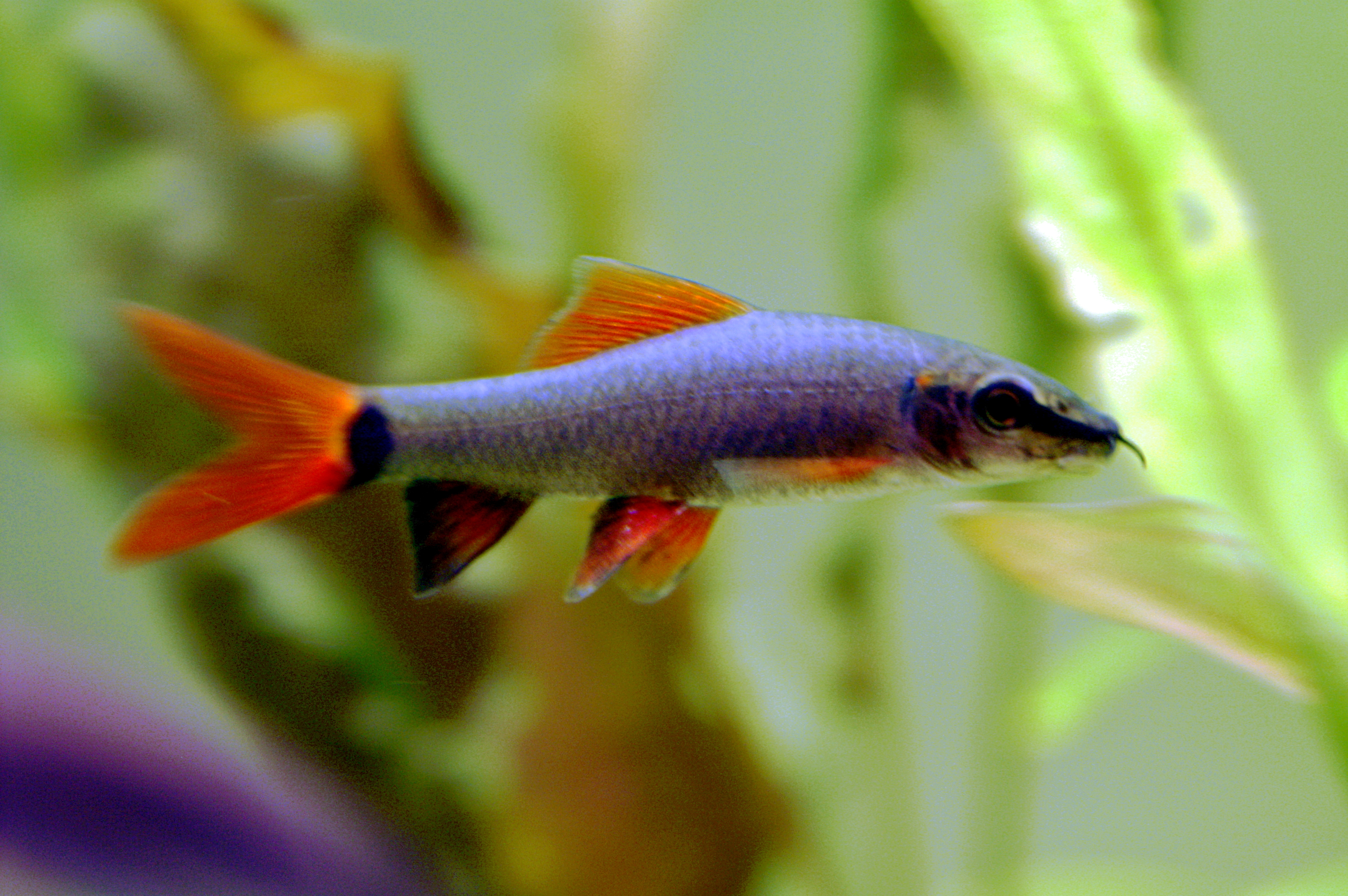
Epalzeorhynchos frenatum

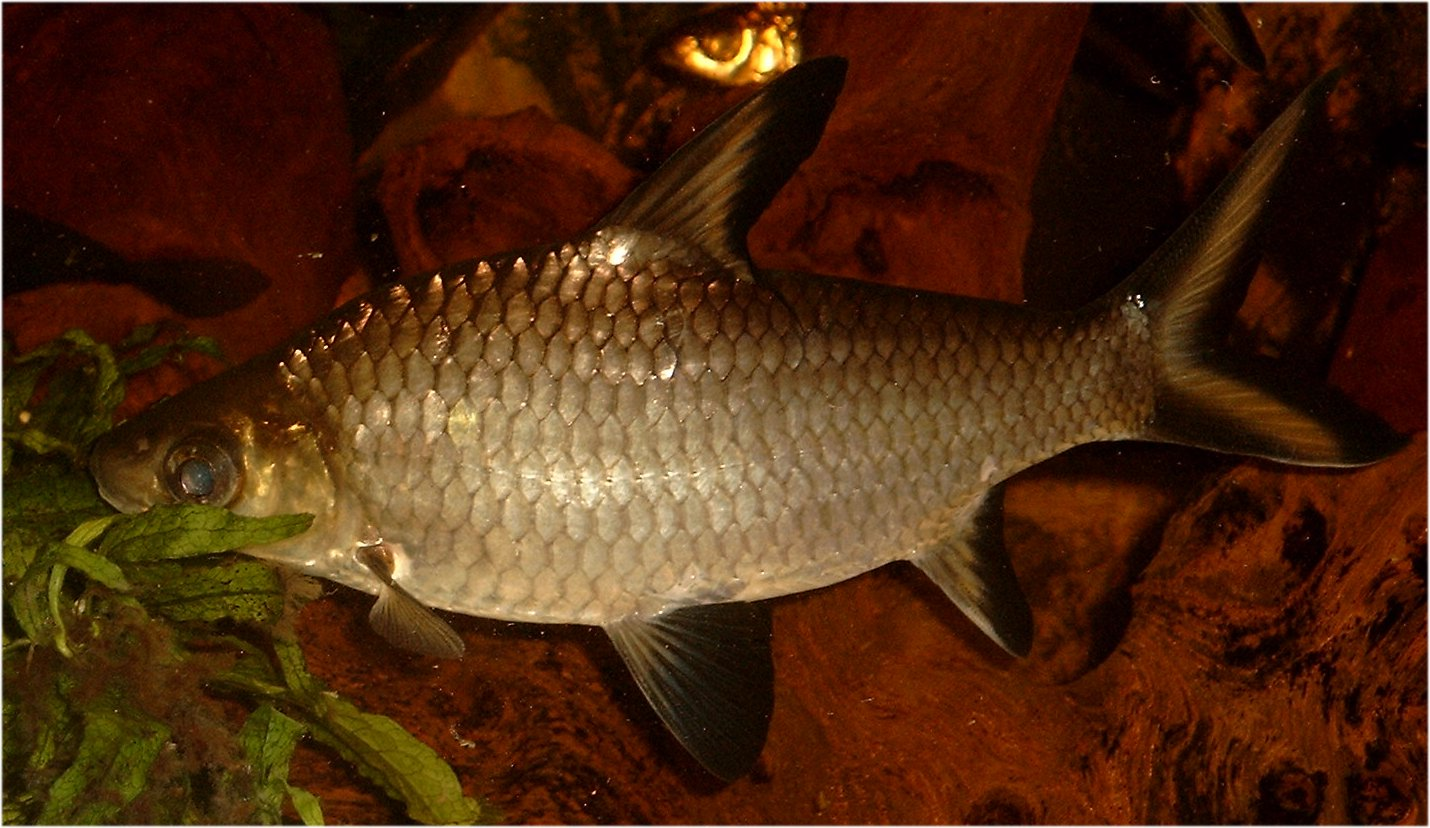
Femella de Balantiocheilos melanopterus

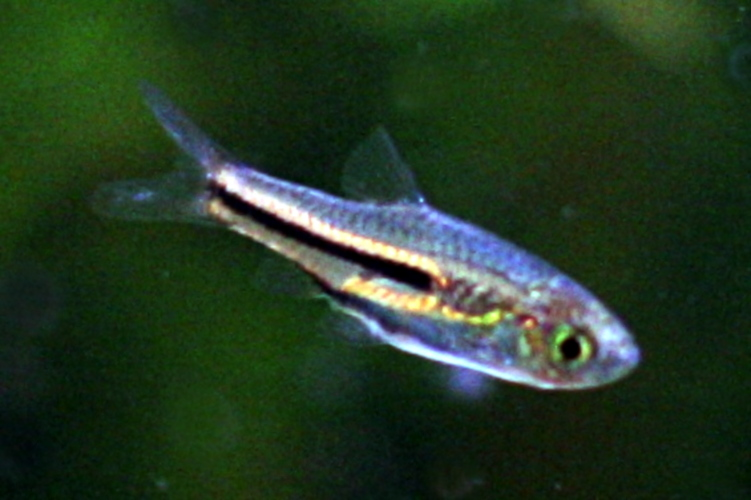
Trigonostigma somphongsi

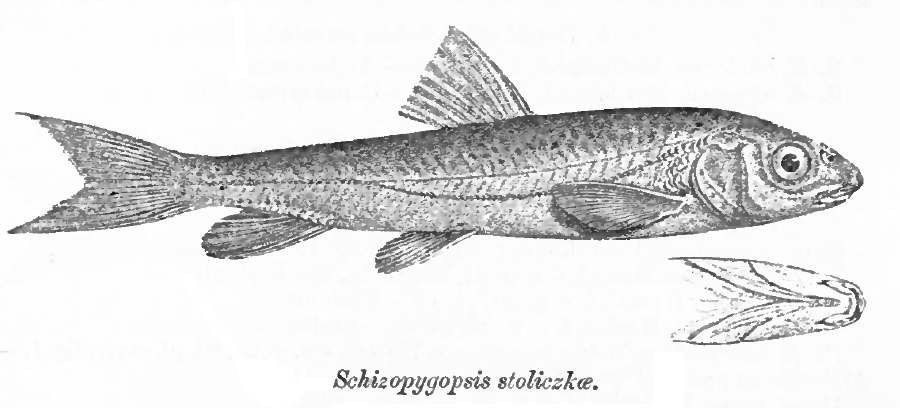
Schizopygopsis stoliczkai

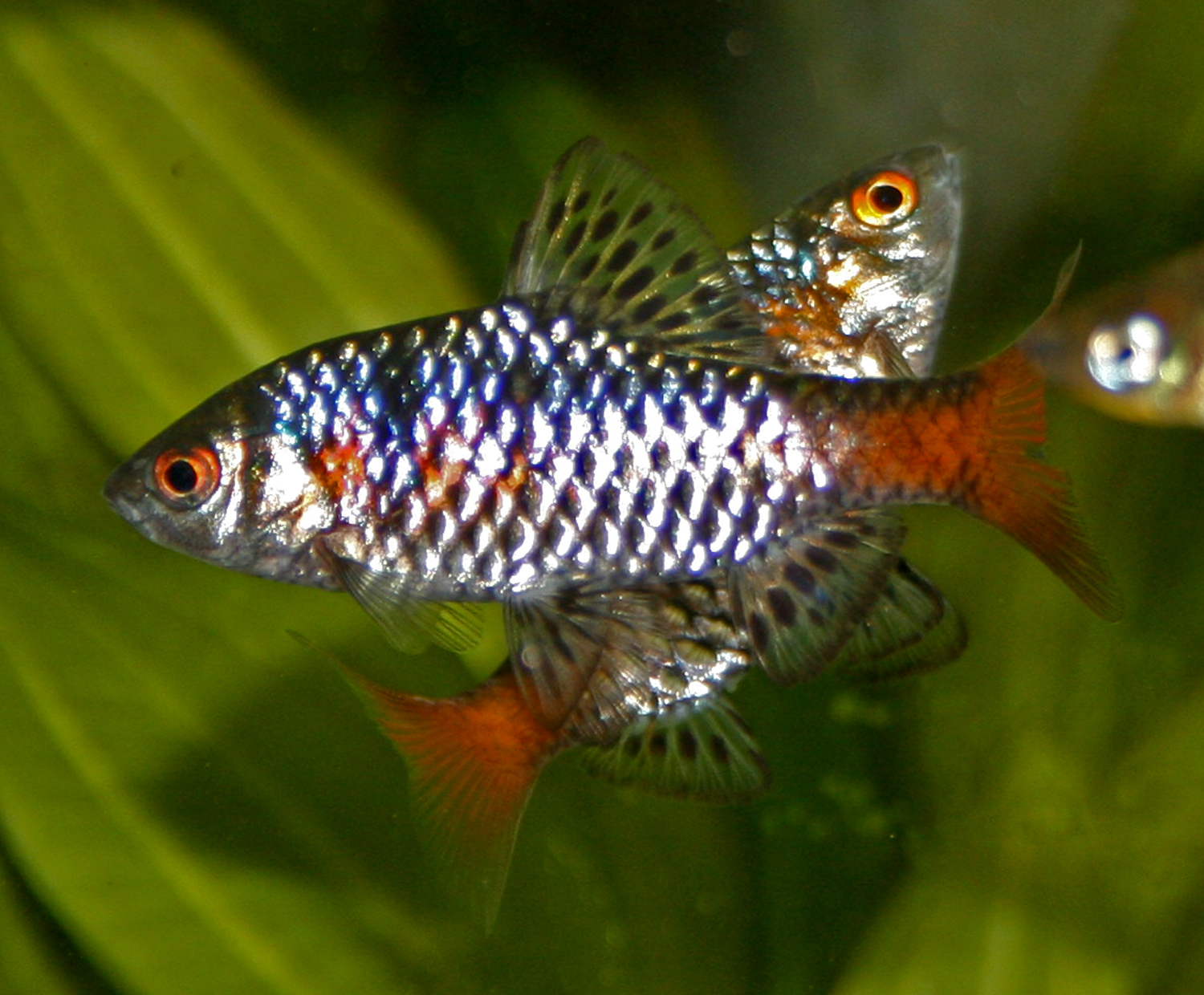
Puntius stoliczkanus

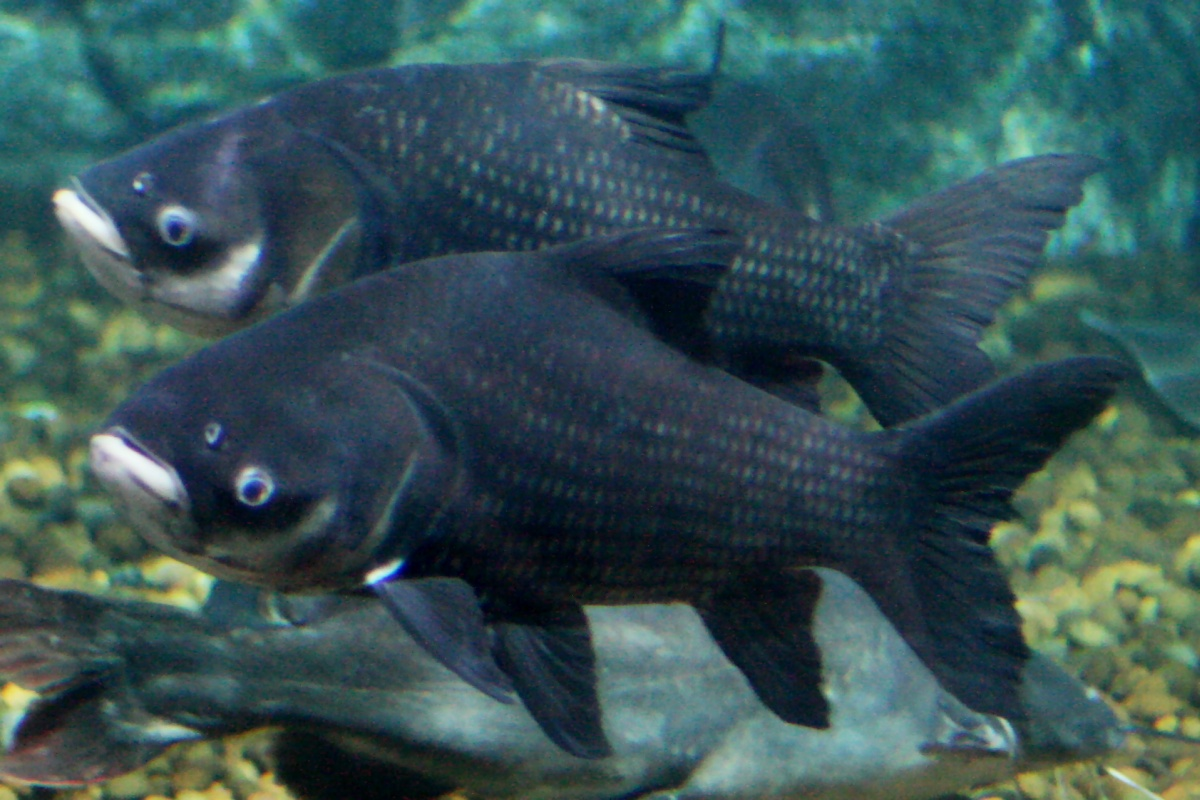
Catlocarpio siamensis

  - Acanthorhodeus asmussii  (Dybowski, 1872)
- Acapoeta  (Cockerell, 1910)[9]
- Acheilognathus  (Bleeker, 1860)[10]
- Achondrostoma  (Robalo, Almada, Levy i Doadrio, 2006)[11]
- Acrocheilus  (Agassiz, 1855)[12]
- Acrossocheilus  (Oshima, 1919)[13]
- Agosia (Girard, 1856)[14]
- Akrokolioplax  (Zhang i Kottelat, 2006)[15]
- Albulichthys  (Bleeker, 1860)[10]
  - Albulichthys albuloides  (Bleeker, 1855)
- Alburnoides  (Jeitteles, 1861)[16]
- Alburnus  (Rafinesque, 1820)[17]
- Algansea  (Girard, 1856)[18]
- Amblypharyngodon  (Bleeker, 1860)[10]
- Amblyrhynchichthys  (Bleeker, 1860)[10]
  - Amblyrhynchichthys micracanthus  (Ng i Kottelat, 2004)
  - Amblyrhynchichthys truncatus  (Bleeker, 1851)
- Anabarilius  (Cockerel, 1923)[19]
- Anaecypris  (Collares-Pereira, 1983)[20]
  - Anaecypris hispanica  (Steindachner, 1866)
- Ancherythroculter (Yih i Wu, 1964)[21]
- Aphyocypris (Günther, 1868)[22]
  - Aphyocypris chinensis  (Günther, 1868)[23]
  - Aphyocypris kikuchii  (Oshima, 1919)[24]
  - Aphyocypris lini  (Weitzman i Chan, 1966)[25]
- Araiocypris (Conway i Kottelat, 2008)[26]
  - Araiocypris batodes  (Conway i Kottelat, 2008)
- Aspidoparia  (Heckel, 1847)[27]
  - Aspidoparia jaya  (Hamilton, 1822)
  - Aspidoparia morar  (Hamilton, 1822)
  - Aspidoparia ukhrulensis  (Selim i Vishwanath, 2001)
- Aspiolucius  (Berg, 1907)[28]
  - Aspiolucius esocinus  (Kessler, 1874)
- Aspiorhynchus  (Kessler, 1879)[29]
  - Aspiorhynchus laticeps  (Day, 1877)
- Aspius  (Agassiz, 1832)[30]
  - Aspius aspius  (Linnaeus, 1758)
  - Aspius vorax  (Heckel, 1843)
- Atrilinea  (Chu, 1935)[31]
  - Atrilinea macrolepis  (Song i Fang, 1987)
  - Atrilinea macrops  (Lin, 1931)
  - Atrilinea roulei  (Wu, 1931)
- Aulopyge  (Heckel, 1841)[32]
  - Aulopyge huegelii  (Heckel, 1843)
- Aztecula  (Jordan i Evermann, 1898)[33]
  - Aztecula sallaei  (Günther, 1868)
- Balantiocheilos  (Bleeker, 1860)[10]
  - Balantiocheilos ambusticauda  (Ng i Kottelat, 2007)
  - Balantiocheilos melanopterus  (Bleeker, 1851)
- Ballerus  (Heckel, 1843)[34]
  - Ballerus ballerus  (Linnaeus, 1758)
  - Ballerus sapa  (Pallas, 1814)
- Bangana  (Hamilton, 1822)[35]
- Barbichthys  (Bleeker, 1860)[10]
  - Barbichthys laevis  (Valenciennes, 1842)
  - Barbichthys nitidus  (Sauvage, 1878)
- Barbodes  (Bleeker, 1859)[36]
- Barboides  (Brüning, 1929)[37]
  - Barboides britzi  (Conway i Moritz, 2006)
  - Barboides gracilis  (Brüning, 1929)
- Barbopsis  (Di Caporiacco, 1926)[38]
  - Barbopsis devecchii  (Di Caporiacco, 1926)
- Barbus  (Cuvier i Cloquet, 1816)[39]
- Barilius  (Hamilton, 1822)[40]
- Belligobio  (Jordan i Hubbs, 1925)[41]
  - Belligobio eristigma  (Jordan i Hubbs, 1925)
  - Belligobio nummifer  (Boulenger, 1901)
  - Belligobio pengxianensis  (Luo, Le i Chen, 1977)
- Bengala  (Gray, 1833)[42]
- Biwia  (Jordan i Fowler, 1903)[43]
  - Biwia tama  (Oshima, 1957)
  - Biwia zezera  (Ishikawa, 1895)
- Blicca  (Heckel, 1843)[34]
  - Blicca bjoerkna  (Linnaeus, 1758)
- Boraras  (Kottelat i Vidthayanon, 1993)[44]
- Brevigobio  (Tanaka, 1916)
  - Brevigobio kawabatae  (Tanaka, 1916)
- Caecobarbus  (Boulenger, 1921)[45]
  - Caecobarbus geertsii  (Boulenger, 1921)
- Caecocypris  (Banister i Bunni, 1980)[46]
  - Caecocypris basimi  (Banister i Bunni, 1980)
- Campostoma  (Agassiz, 1855)[47]
- Candidia  (Jordan i Richardson, 1909)[48]
  - Candidia barbatus  (Regan, 1908)
  - Candidia pingtungensis  (Chen, Wu i Hsu, 2008)
- Capoeta  (Valenciennes, 1842)[49]
- Capoetobrama  (Berg, 1916)[50]
  - Capoetobrama kuschakewitschi  (Kessler, 1872)
- Carasobarbus  (Karaman, 1971)[51]
- Carassioides  (Oshima, 1926)[52]
  - Carassioides acuminatus  (Richardson, 1846)
  - Carassioides argentea  (Nguyen, 2001)
  - Carassioides macropterus  (Nguyen, 2001)
- Carassius  (Nilsson, 1832)[53]
- Catla (Valenciennes, 1844)[54]
  - Catla catla  (Hamilton, 1822)
- Catlocarpio  (Boulenger, 1898)[55]
  - Catlocarpio siamensis  (Boulenger, 1898)[56]
- Celestichthys (Roberts, 2007)[57]
  - Celestichthys margaritatus  (Roberts, 2007)
- Chagunius  (Smith, 1938)[58]
  - Chagunius baileyi  (Rainboth, 1986)
  - Chagunius chagunio  (Hamilton, 1822)
  - Chagunius nicholsi  (Myers, 1924)
- Chanodichthys  (Bleeker, 1860)[10]
- Chela  (Hamilton, 1822)
- Chelaethiops  (Boulenger, 1899)[59]
- Chondrostoma  (Agassiz, 1832)[60]
- Chuanchia  (Herzenstein, 1891)[61]
  - Chuanchia labiosa  (Herzenstein, 1891)
- Cirrhinus  (Oken, 1817)[62]
- Clinostomus  (Girard, 1856)[63]
  - Clinostomus elongatus  (Kirtland, 1840)
  - Clinostomus funduloides  (Girard, 1856)
- Coptostomabarbus  (David i Poll, 1937)[64]
  - Coptostomabarbus bellcrossi  (Poll, 1969)
  - Coptostomabarbus wittei  (David i Poll, 1937)
- Coreius  (Jordan i Starks, 1905)[65]
  - Coreius guichenoti  (Sauvage i Dabry de Thiersant, 1874)
  - Coreius heterodon  (Bleeker, 1865)
  - Coreius septentrionalis  (Nichols, 1925)
- Coreoleuciscus  (Mori, 1935)[66]
  - Coreoleuciscus splendidus  (Mori, 1935)
- Cosmochilus  (Sauvage, 1878)[67]
- Couesius  (Jordan, 1878)[68]
  - Couesius plumbeus  (Agassiz, 1850)
- Crossocheilus  (Kuhl i van Hasselt, 1823)[69]
- Ctenopharyngodon  (Steindachner, 1866)[70]
  - Ctenopharyngodon idella  (Valenciennes, 1844)
- Culter  (Basilewski, 1855)[71]
- Cultrichthys  (Smith, 1938)[72]
  - Cultrichthys compressocorpus  (Yih i Chu, 1959)
- Cyclocheilichthys  (Bleeker, 1859)[73]
- Cyprinella  (Girard, 1856)[63]
- Cyprinion  (Heckel, 1843)[74]
- Cyprinus  (Linnaeus, 1758)[75]
- Danio  (Hamilton, 1822)[76]
- Danionella  (Roberts, 1986)[77]
  - Danionella dracula  (Conway i Rüber, 2009)
  - Danionella mirifica  (Britz, 2003)
  - Danionella translucida  (Roberts, 1986)
- Delminichthys  (Freyhof, Lieckfeldt, Bogutskaya, Pitra i Ludwig, 2006)
- Devario  (Heckel, 1843)[78]
- Dionda  (Girard, 1856)[79]
- Diptychus  (Steindachner, 1866)[70]
- Discherodontus  (Rainboth, 1989)[80]
- Discocheilus  (Chen i Lan, 1992)[81]
  - Discocheilus multilepis  (Wang i Li, 1994)
  - Discocheilus wui  (Chen i Lan, 1992)
- Discogobio  (Lin, 1931)[82]
- Discolabeo  (Fowler, 1937)[83]
  - Discolabeo wuluoheensis  (Li, Lu i Mao, 1996)
- Distoechodon  (Peters, 1881)[84]
  - Distoechodon macrophthalmus  (Zhao, Kullander, Kullander i Zhang, 2008)
  - Distoechodon tumirostris  (Peters, 1881)
- Eirmotus  (Schultz, 1959)[85]
- Elopichthys  (Bleeker, 1860)[10]
  - Elopichthys bambusa  (Richardson, 1845)
- Engraulicypris  (Günther, 1894)[86]
  - Engraulicypris sardella  (Günther, 1868)
- Epalzeorhynchos  (Bleeker, 1855)[87]
- Eremichthys  (Hubbs i Miller, 1948)[88]
  - Eremichthys acros  (Hubbs Günther, Miller, 1948)
- Erimonax  (Jordan, 1924)[89]
  - Erimonax monachus  (Cope, 1868)[90]
- Erimystax  (Jordan, 1882)[91]
- Erythroculter  (Berg, 1909)[92]
  - Erythroculter hypselonotus  (Bleeker, 1871)
- Esomus  (Swainson, 1839)[93]
- Evarra  (Woolman, 1895) †[94]
  - Evarra bustamantei  (Navarro, 1955) †
  - Evarra eigenmanni  (Woolman, 1895) †
  - Evarra tlahuacensis  (Meek, 1902) †
- Exoglossum (Rafinesque, 1818)[95]
  - Exoglossum laurae  (Hubbs, 1931)
  - Exoglossum maxillingua  (Le Sueur, 1817)
- Garra (Hamilton, 1822)[76]
- Gibelion  (Heckel, 1843)[96]
  - Gibelion catla  (Hamilton, 1822)
- Gila  (Baird i Girard, 1853)[97]
- Gnathopogon  (Bleeker, 1860)[10]
- Gobio  (Cuvier, 1816)[39]
- Gobiobotia  (Kreyenberg, 1911)[98]
- Gobiocypris  (Ye i Fu, 1983)[99]
  - Gobiocypris rarus  (Ye i Fu, 1983)
- Gymnocypris  (Günther, 1868)[100]
- Gymnodanio  (Chen i He, 1992)[101]
  - Gymnodanio strigatus  (Chen i He, 1992)
- Gymnodiptychus  (Herzenstein, 1892)[102]
  - Gymnodiptychus dybowskii  (Kessler, 1874)
  - Gymnodiptychus integrigymnatus  (Huang, 1981)
  - Gymnodiptychus pachycheilus  (Herzenstein, 1892)
- Gymnostomus  (Heckel, 1843)[6]
  - Gymnostomus horai  (Banarescu, 1986)
- Hainania  (Koller, 1927)[103]
  - Hainania serrata  (Koller, 1927)
- Hampala  (Bleeker, 1860)[104]
- Hemibarbus  (Bleeker, 1860)[10]
- Hemiculter  (Bleeker, 1860)[105]
- Hemiculterella  (Warpachowski, 1887)[106]
- Hemigrammocapoeta  (Pellegrin, 1927)[107]
- Hemigrammocypris  (Fowler, 1910)[108]
  - Hemigrammocypris rasborella  (Fowler, 1910)
- Hemitremia  (Cope, 1870)[109]
  - Hemitremia flammea  (Jordan i Gilbert, 1878)
- Henicorhynchus
  - Henicorhynchus cryptopogon  (Fowler, 1935)
  - Henicorhynchus lineatus  (Smith, 1945)
  - Henicorhynchus ornatipinnis  (Roberts, 1997)
  - Henicorhynchus siamensis  (Sauvage, 1881)
- Herzensteinia  (Chu, 1935)[110]
  - Herzensteinia microcephalus  (Herzenstein, 1891)
- Hesperoleucus  (Snyder, 1913)[111]
  - Hesperoleucus symmetricus  (Baird i Girard, 1854)
- Hongshuia  (Zhang, Qiang i Lan, 2008)[112]
  - Hongshuia banmo  (Zhang, Qiang i Lan, 2008)
  - Hongshuia paoli  (Zhang, Qiang i Lan, 2008)
- Horadandia  (Deraniyagala, 1943)[113]
  - Horadandia atukorali  (Deraniyagala, 1943)
- Horalabiosa  (Silas, 1954)[114]
  - Horalabiosa arunachalami  (Johnson i Soranam, 2001)
  - Horalabiosa joshuai  (Silas, 1954)
  - Horalabiosa palaniensis  (Rema Devi i Menon, 1994)
- Huigobio  (Fang, 1938)[115]
  - Huigobio chenhsienensis  (Fang, 1938)
  - Huigobio chinssuensis  (Nichols, 1926)
- Hybognathus  (Agassiz, 1855)[116]
- Hybopsis  (Agassiz, 1854)[117]
- Hypophthalmichthys  (Bleeker, 1860)[10]
  - Hypophthalmichthys harmandi  (Sauvage, 1884)
  - Hypophthalmichthys molitrix  (Valenciennes, 1844)
  - Hypophthalmichthys nobilis  (Richardson, 1845)
- Hypselobarbus  (Bleeker, 1859)[10]
- Hypsibarbus  (Rainboth, 1996)[118]
- Iberochondrostoma  (Robalo, Almada, Levy i Doadrio, 2006)[119]
- Iberocypris  (Doadrio, 1980)[120]
  - Iberocypris alburnoides  (Steindachner, 1866)
- Inlecypris  (Howes, 1980)[121]
  - Inlecypris auropurpurea  (Annandale, 1918)
  - Inlecypris jayarami  (Barman, 1984)
- Iotichthys  (Jordan i Evermann, 1896)[122]
  - Iotichthys phlegethontis  (Cope, 1874)
- Iranocypris  (Bruun i Kaiser, 1944)[123]
  - Iranocypris typhlops  (Bruun i Kaiser, 1944)
- Ischikauia  (Jordan i Snyder, 1900)[124]
  - Ischikauia steenackeri  (Sauvage, 1883)
- Kalimantania  (Banarescu, 1980)[125]
  - Kalimantania lawak  (Bleeker, 1855)
- Kosswigobarbus  (Karaman, 1971)[126]
  - Kosswigobarbus kosswigi  (Ladiges, 1960)
- Labeo (Cuvier, 1816)[39]
- Labeobarbus (Rüppell, 1835)
- Labiobarbus (van Hasselt, 1823)[69]
- Ladigesocypris (Karaman, 1972)[127]
  - Ladigesocypris ghigii  (Gianferrari, 1927)
- Ladislavia  (Dybowski, 1869)[128]
  - Ladislavia taczanowskii  (Dybowski, 1869)
- Lagowskiella  (Dybowski, 1916)[129]
  - Lagowskiella dementjevi  (Turdakov i Piskarev, 1954)
  - Lagowskiella poljakowi  (Kessler, 1879)
- Laocypris  (Kottelat, 2000)[130]
  - Laocypris hispida  (Kottelat, 2000)
- Laubuca  (Bleeker, 1860)[131]
  - Laubuca insularis  (Pethiyagoda, Kottelat, Silva, Maduwage i Meegaskumbura, 2008)
  - Laubuca ruhuna  (Pethiyagoda, Kottelat, Silva, Maduwage i Meegaskumbura, 2008)
  - Laubuca varuna  (Pethiyagoda, Kottelat, Silva, Maduwage i Meegaskumbura, 2008)
- Lavinia (Girard, 1854)[132]
  - Lavinia exilicauda  (Baird i Girard a Girard, 1854)
- Lepidomeda  (Cope, 1874)[133]
- Lepidopygopsis  (Raj, 1941)[134]
  - Lepidopygopsis typus  (Raj, 1941)
- Leptobarbus  (Bleeker, 1860)[105]
- Leptocypris  (Boulenger, 1900)[135]
- Leucalburnus  (Berg, 1916)[50]
  - Leucalburnus satunini  (Berg, 1910)
- Leucaspius  (Heckel i Kner, 1858)[136]
  - Leucaspius delineatus  (Heckel, 1843)
- Leuciscus  (Cuvier, 1816)[39]
- Linichthys  (Zhang i Fang, 2005)[137]
  - Linichthys laticeps  (Lin i Zhang, 1986)
- Lobocheilos  (Bleeker, 1853)[138]
- Longanalus  (Li, Ran i Chen, 2006)[139]
  - Longanalus macrochirous  (Li, Ran i Chen, 2006)
- Longiculter  (Fowler, 1937)[83]
  - Longiculter siahi  (Fowler, 1937)
- Luciobarbus  (Heckel, 1843)[140]
- Luciobrama  (Bleeker, 1870)[141]
  - Luciobrama macrocephalus  (Lacépède, 1803)
- Luciocyprinus  (Vaillant, 1904)[142]
  - Luciocyprinus langsoni  (Vaillant, 1904)
  - Luciocyprinus striolatus  (Cui i Chu, 1986)
- Luciosoma  (Bleeker, 1855)[143]
- Luxilus  (Rafinesque, 1820)[144]
- Lythrurus  (Jordan, 1876)[145]
- Macrhybopsis  (Cockerell i Allison, 1909)[146]
- Macrochirichthys  (Bleeker, 1860)[10]
  - Macrochirichthys macrochirus  (Valenciennes, 1844)
- Margariscus  (Cockerell, 1909)[147]
  - Margariscus margarita  (Cope, 1867)
- Meda  (Girard, 1856)[63]
- Megalobrama  (Dybowski, 1872)[148]
- Mekongina  (Fowler, 1937)[83]
  - Mekongina bibarba  (Nguyen, 2001)
  - Mekongina erythrospila  (Fowler, 1937)
  - Mekongina lancangensis  (Yang, Chen i Yang, 2008)
- Mesobola  (Howes, 1984)[149]
  - Mesobola brevianalis  (Boulenger, 1908)
  - Mesobola spinifer  (Bailey i Matthes, 1971)
- Mesogobio  (Banarescu i Nalbant, 1973)[150]
  - Mesogobio lachneri  (Banarescu i Nalbant, 1973)
  - Mesogobio tumenensis  (Chang a Cheng, Hwang, Chang i Dai, 1980)
- Mesopotamichthys  (Karaman, 1971)[51]
  - Mesopotamichthys sharpeyi  (Günther, 1874)
- Messinobarbus
  - Messinobarbus carottae  (Bianco, 1998)
- Metzia  (Jordan i Thompson, 1914)
  - Metzia lineata (Pellegrin, 1907)
  - Metzia longinasus  (Gan, Lan i Zhang, 2009)
- Microdevario  (Fang, Norén, Liao, Källersjö i Kullander, 2009)[151]
  - Microdevario gatesi  (Herre, 1939)
  - Microdevario kubotai  (Kottelat i Witte, 1999)
  - Microdevario nana  (Kottelat i Witte, 1999)
- Microphysogobio  (Mori, 1934)[152]
- Microrasbora  (Annandale, 1918)[153]
  - Microrasbora erythromicron  (Annandale, 1918)
  - Microrasbora microphthalma  (Jiang, Chen i Yang, 2008)
  - Microrasbora rubescens  (Annandale, 1918)
- Moapa  (Hubbs i Miller, 1948)[88]
  - Moapa coriacea  (Hubbs i Miller, 1948)
- Moroco
  - Moroco jouyi  (Jordan i Snyder, 1901)
  - Moroco steindachneri  (Sauvage, 1883)
- Mylocheilus  (Agassiz, 1855)[47]
  - Mylocheilus caurinus  (Richardson, 1836)
- Mylopharodon  (Ayres, 1855)[154]
  - Mylopharodon conocephalus  (Baird i Girard, 1854)
- Mylopharyngodon  (Peters, 1881)[155]
  - Mylopharyngodon piceus  (Richardson, 1846)
- Mystacoleucus  (Günther, 1868)[100]
- Naziritor  (Mirza i Javed, 1985)[156]
  - Naziritor zhobensis  (Mizra, 1967)
- Nematabramis  (Boulenger, 1894)[157]
- Neobarynotus  (Banarescu, 1980)[158]
  - Neobarynotus microlepis  (Bleeker, 1851)
- Neobola  (Vinciguerra, 1895)[159]
- Neolissochilus (Rainboth, 1985)[160]
- Nicholsicypris  (Chu, 1935)[161]
  - Nicholsicypris normalis  (Nichols i Pope, 1927)
- Nocomis  (Girard, 1856)[63]
- Notemigonus  (Rafinesque, 1819)[162]
  - Notemigonus crysoleucas  (Mitchill, 1814)
- Notropis  (Cope, 1865)[163]
- Ochetobius  (Günther, 1868)[164]
  - Ochetobius elongatus  (Kner, 1867)
- Onychostoma  (Günther, 1898)[165]
- Opsaridium  (Peters, 1854)[166]
- Opsariichthys  (Bleeker, 1863)[167]
- Opsopoeodus  (Hay, 1881)[168]
  - Opsopoeodus emiliae  (Hay, 1881)
- Oregonichthys  (Hubbs, 1929)[169]
  - Oregonichthys crameri  (Snyder, 1908)
  - Oregonichthys kalawatseti  (Markle, Pearsons i Bills, 1991)
- Oreichthys  (Smith, 1933)[170]
  - Oreichthys cosuatis  (Hamilton, 1822)
  - Oreichthys parvus  (Smith, 1933)
- Oreodaimon (Greenwood i Jubb, 1967)[171]
- Oreoleuciscus  (Warpachowski, 1897)[172]
  - Oreoleuciscus angusticephalus (Bogutskaya, 2001)
  - Oreoleuciscus humilis  (Warpachowski, 1889)
  - Oreoleuciscus potanini  (Kessler, 1879)
- Orthodon  (Girard, 1856)[63]
  - Orthodon microlepidotus  (Ayres, 1854)
- Osteobrama  (Heckel, 1843)[96]
- Osteochilichthys  (Hora, 1942)[173]
  - Osteochilichthys brevidorsalis  (Day, 1873)
- Osteochilus  (Günther, 1868)[174]
- Oxygaster  (van Hasselt, 1823)[175]
  - Oxygaster anomalura  (Van Hasselt, 1823)
  - Oxygaster pointoni  (Fowler, 1934)
- Oxygymnocypris  (Tsao, 1964)[176]
  - Oxygymnocypris stewartii  (Lloyd, 1908)
- Pachychilon  (Steindachner, 1882)[177]
  - Pachychilon macedonicum  (Steindachner, 1892)
  - Pachychilon pictum  (Heckel i Kner, 1858)
- Paedocypris  (Kottelat, Britz, Hui i Witte, 2006)[178]
- Parabramis  (Bleeker, 1865)[179]
  - Parabramis pekinensis  (Basilewsky, 1855)
- Paracanthobrama  (Bleeker, 1865)[180]
  - Paracanthobrama guichenoti  (Bleeker, 1865)
- Parachela  (Steindachner, 1881)[181]
- Parachondrostoma  (Robalo, Almada, Levy i Doadrio, 2006)[182]
- Paracrossochilus  (Popta, 1904)[183]
  - Paracrossochilus acerus  (Inger i Chin, 1962)
  - Paracrossochilus vittatus  (Boulenger, 1894)
- Paralaubuca  (Bleeker, 1865)[184]
- Paraleucogobio  (Berg, 1907)[185]
  - Paraleucogobio notacanthus  (Berg, 1907)
- Parapsilorhynchus  (Hora, 1921)[186]
- Pararhinichthys  (Stauffer, Hocutt i Mayden, 1997)[187]
  - Pararhinichthys bowersi  (Goldsborough i Clark, 1908)
- Parasikukia  (Doi, 2000)[188]
  - Parasikukia maculata  (Doi, 2000)
- Parasinilabeo  (Wu, 1939)[189]
- Paraspinibarbus  (Chu i Kottelat, 1989)[190]
  - Paraspinibarbus macracanthus  (Pellegrin i Chevey, 1936)
- Parasqualidus  (Doi, 2000)[191]
  - Parasqualidus maii  (Doi, 2000)
- Parazacco  (Chen, 1982)[192]
  - Parazacco fasciatus  (Koller, 1927)
  - Parazacco spilurus  (Günther, 1868)
- Pectenocypris  (Kottelat, 1982)[193]
  - Pectenocypris balaena  (Roberts, 1989)
  - Pectenocypris korthausae  (Kottelat, 1982)
- Pelasgus  (Kottelat i Freyhof, 2007)[194]
- Pelecus  (Agassiz, 1835)[195]
  - Pelecus cultratus  (Linnaeus, 1758)
- Percocypris  (Chu, 1935)[196]
  - Percocypris pingi  (Tchang, 1930)
  - Percocypris regani  (Tchang, 1935)
  - Percocypris tchangi  (Pellegrin i Chevey, 1936)
- Petroleuciscus  (Bogutskaya, 2002)[197]
- Phenacobius  (Cope, 1867)[198]
- Phoxinellus  (Heckel, 1843)[96]
- Phoxinus  (Agassiz, 1835)[195]
- Phreatichthys  (Vinciguerra, 1924)[199]
  - Phreatichthys andruzzii  (Vinciguerra, 1924)
- Pimephales  (Rafinesque, 1820)[144]
- Placocheilus  (Wu, 1977)[200]
- Placogobio  (Nguyen, 2001)[201]
  - Placogobio bacmeensis  (Nguyen i Vo, 2001)
  - Placogobio nahangensis  (Nguyen, 2001)
- Plagiognathops  (Berg, 1907)[202]
  - Plagiognathops microlepis  (Bleeker, 1871)
- Plagopterus  (Cope, 1874)[133]
  - Plagopterus argentissimus  (Cope, 1874)
- Platygobio  (Gill, 1863)[203]
  - Platygobio gracilis  (Richardson, 1836)
- Platypharodon  (Herzenstein, 1891)[61]
  - Platypharodon extremus  (Herzenstein, 1891)
- Platysmacheilus  (Lu, Luo i Chen, 1977)[204]
- Pogobrama  (Luo, 1995)[205]
  - Pogobrama barbatula  (Luo, Le i Chen, 1985)
- Pogonichthys  (Girard, 1854)[132]
  - Pogonichthys ciscoides  (Hopkirk, 1974) †
  - Pogonichthys macrolepidotus  (Ayres, 1854)
- Poropuntius  (Smith, 1931)[206]
- Probarbus  (Sauvage, 1880)[207]
  - Probarbus jullieni  (Sauvage, 1880)
  - Probarbus labeamajor  (Roberts, 1992)
  - Probarbus labeaminor  (Roberts, 1992)
- Procypris  (Lin, 1933)[208]
  - Procypris mera  (Lin, 1933)
  - Procypris rabaudi  (Tchang, 1930)
- Prolabeo  (Norman, 1932)[209]
  - Prolabeo batesi  (Norman, 1932)
- Prolabeops  (Schultz, 1941)[210]
  - Prolabeops melanhypopterus  (Pellegrin, 1928)
  - Prolabeops nyongensis  (Daget, 1984)
- Protochondrostoma  (Robalo, Almada, Levy i Doadrio 2006)[211]
  - Protochondrostoma genei  (Bonaparte, 1839)
- Pseudaspius  (Dybowski, 1869)[128]
  - Pseudaspius leptocephalus  (Pallas, 1776)
- Pseudobarbus  (Smith, 1841)[212]
- Pseudobrama  (Bleeker, 1870)[213]
  - Pseudobrama simoni  (Bleeker, 1865)
  - Pseudobrama tchangi  (Shaw, 1930)
- Pseudochondrostoma  (Robalo, Almada, Levy i Doadrio, 2006)[211]
  - Pseudochondrostoma duriense  (Coelho, 1985)
  - Pseudochondrostoma polylepis  (Steindachner, 1865)
  - Pseudochondrostoma willkommii  (Steindachner, 1866)
- Pseudogobio  (Bleeker, 1860)[105]
- Pseudohemiculter  (Nichols i Pope, 1927)[214]
- Pseudolaubuca  (Bleeker, 1864)[180]
- Pseudophoxinus  (Bleeker, 1860)[10]
- Pseudopungtungia  (Mori, 1935)[215]
  - Pseudopungtungia nigra  (Mori, 1935)
  - Pseudopungtungia tenuicorpus  (Jeon i Choi, 1980)
- Pseudorasbora  (Bleeker, 1860)[105]
- Pteronotropis  (Fowler, 1935)[216]
- Ptychidio  (Myers, 1930)[217]
  - Ptychidio jordani  (Myers, 1930)
  - Ptychidio longibarbus  (Chen i Chen, 1989)
  - Ptychidio macrops  (Fang, 1981)
- Ptychobarbus  (Steindachner, 1866)[70]
  - Ptychobarbus chungtienensis  (Tsao, 1964)
  - Ptychobarbus conirostris  (Steindachner, 1866)
  - Ptychobarbus dipogon  (Regan, 1905)
  - Ptychobarbus kaznakovi  (Nikolskii, 1903)
- Ptychocheilus  (Agassiz, 1855)[218]
- Pungtungia  (Herzenstein, 1892)[219]
  - Pungtungia herzi  (Herzenstein, 1892)
  - Pungtungia hilgendorfi  (Jordan i Fowler, 1903)
  - Pungtungia shiraii (Oshima, 1957)
- Puntioplites  (Smith, 1929)[220]
- Puntius  (Hamilton, 1822)[221]
- Qianlabeo  (Zheng i Chen, 2004)[222]
  - Qianlabeo striatus  (Zhang i Chen, 2004)
- Raiamas  (Jordan, 1919)[223]
- Rasbora  (Bleeker, 1859)[224]
- Rasborichthys  (Bleeker, 1860)[105]
  - Rasborichthys helfrichii  (Bleeker, 1857)
- Rasborinus  (Oshima, 1920)[225]
  - Rasborinus formosae  (Oshima, 1920)
  - Rasborinus hautus  (Nguyen, 1991)
  - Rasborinus lineatus  (Pellegrin, 1907)
  - Rasborinus macrolepis  (Regan, 1908)
- Rastrineobola  (Fowler, 1936)[226]
  - Rastrineobola argentea  (Pellegrin, 1907)
- Rectoris  (Lin, 1935)[227]
  - Rectoris longifinus  (Li, Mao i Lu, 2002)
  - Rectoris luxiensis  (Wu i Yao a Wu, Lin, Chen, Chen i He, 1977)
  - Rectoris mutabilis  (Lin, 1933)
  - Rectoris posehensis  (Lin, 1935)
- Relictus  (Hubbs i Miller, 1972)[228]
  - Relictus solitarius  (Hubbs i Miller, 1972)
- Rhinichthys  (Agassiz, 1849)[229]
  - Rhinichthys atratulus  (Hermann, 1804)
  - Rhinichthys cataractae  (Valenciennes, 1842)
  - Rhinichthys cobitis  (Girard, 1856)
  - Rhinichthys deaconi  (Miller, 1984)
  - Rhinichthys evermanni  (Snyder, 1908)
  - Rhinichthys falcatus  (Eigenmann i Eigenmann, 1893)
  - Rhinichthys obtusus  (Agassiz, 1854)
  - Rhinichthys osculus  (Girard, 1856)
  - Rhinichthys umatilla  (Gilbert i Evermann, 1894)
- Rhinogobio  (Bleeker, 1870)[230]
  - Rhinogobio cylindricus  (Günther, 1888)
  - Rhinogobio hunanensis  (Tang, 1980)
  - Rhinogobio nasutus  (Kessler, 1876)
  - Rhinogobio typus  (Bleeker, 1871)
  - Rhinogobio ventralis  (Sauvage i Dabry de Thiersant, 1874)
- Rhodeus  (Agassiz, 1832)[30]
- Rhynchocypris  (Günther, 1889)[231]
  - Rhynchocypris kumgangensis  (Kim, 1980)
  - Rhynchocypris percnurus  (Pallas, 1814)
- Richardsonius (Girard, 1856)[63]
  - Richardsonius balteatus  (Richardson, 1836)
  - Richardsonius egregius  (Girard, 1858)
- Rohtee  (Sykes, 1839)[232]
  - Rohtee ogilbii  (Sykes, 1839)
- Rohteichthys  (Bleeker, 1860)[105]
  - Rohteichthys microlepis  (Bleeker, 1851)
- Romanogobio  (Banarescu, 1961)[233]
- Rostrogobio  (Taranetz, 1937)[234]
  - Rostrogobio liaohensis  (Qin a Liu i Qin et al., 1987)
- Rutilus  (Rafinesque, 1820)[144]
- Salmophasia  (Swainson, 1839)[235]
- Sanagia  (Holly, 1926)[236]
  - Sanagia velifera  (Holly, 1926)
- Sarcocheilichthys  (Bleeker, 1860)[105]
- Saurogobio  (Bleeker, 1870)[141]
- Sawbwa  (Annandale, 1918)[237]
  - Sawbwa resplendens  (Annandale, 1918)
- Scaphesthes
  - Scaphesthes macrolepis  (Bleeker, 1871)
- Scaphiodonichthys  (Vinciguerra, 1890)[238]
  - Scaphiodonichthys acanthopterus  (Fowler, 1934)
  - Scaphiodonichthys burmanicus  (Vinciguerra, 1890)
  - Scaphiodonichthys macracanthus  (Pellegrin i Chevey, 1936)
- Scaphognathops  (Smith, 1945)[239]
  - Scaphognathops bandanensis  (Boonyaratpalin i Srirungroj, 1971)
  - Scaphognathops stejnegeri  (Smith, 1931)
  - Scaphognathops theunensis  (Kottelat, 1998)
- Scardinius  (Bonaparte, 1837)[240]
- Schismatorhynchos  (Bleeker, 1855)[241]
  - Schismatorhynchos endecarhapis  (Siebert i Tjakrawidjaja, 1998)
  - Schismatorhynchos heterorhynchos  (Bleeker, 1853)
  - Schismatorhynchos holorhynchos  (Siebert i Tjakrawidjaja, 1998)
  - Schismatorhynchos nukta  (Sykes, 1839)
- Schizocypris  (Regan, 1914)[242]
  - Schizocypris altidorsalis  (Bianco i Banarescu, 1982)
  - Schizocypris brucei  (Regan, 1914)
  - Schizocypris ladigesi  (Karaman, 1969)
- Schizopyge  (Heckel, 1847)[243]
  - Schizopyge curvifrons  (Heckel, 1838)
  - Schizopyge dainellii (Vinciguerra, 1916)
  - Schizopyge niger  (Heckel, 1838)
- Schizopygopsis  (Steindachner, 1866)[244]
- Schizothorax  (Heckel, 1838)[245]
- Securicula  (Günther, 1868)[174]
  - Securicula gora  (Hamilton, 1822)
- Semilabeo  (Peters, 1881)[246]
  - Semilabeo notabilis  (Peters, 1881)
  - Semilabeo obscurus  (Lin a Cheng et al., 1981)
  - Semilabeo prochilus  (Sauvage i Dabry de Thiersant, 1874)
- Semiplotus  (Bleeker, 1860)[10]
- Semotilus  (Rafinesque, 1820)[144]
- Sikukia  (Smith, 1931)[247]
- Sinibrama  (Wu, 1939)[248]
- Sinilabeo  (Rendahl, 1932)[249]
- Sinocrossocheilus (Wu, 1977)[250]
- Sinocyclocheilus  (Fang, 1936)[251]
- Snyderichthys  (Miller, 1945)[252]
  - Snyderichthys copei  (Jordan i Gilbert, 1881)
- Spinibarbus  (Oshima, 1919)[253]
- Squalidus  (Dybowski, 1872)[148]
- Squaliobarbus  (Günther, 1868)[254]
  - Squaliobarbus curriculus  (Richardson, 1846)
- Squalius  (Bonaparte, 1837)[255]
- Stypodon  † (Garman, 1881)[256]
  - Stypodon signifer  (Garman, 1881) †
- Sundadanio  (Kottelat i Witte, 1999)[257]
  - Sundadanio axelrodi  (Brittan, 1976)[258]
- Tampichthys (Schönhuth, Doadrio, Dominguez-Dominguez, Hillis i Mayden, 2008)[259]
- Tanakia  (Jordan i Thompson, 1914)[260]
- Tanichthys  (Lin, 1932)[261]
  - Tanichthys albonubes  (Lin, 1932)
  - Tanichthys micagemmae  (Freyhof i Herder, 2001)
  - Tanichthys thacbaensis  (Nguyen i Ngo, 2001)
- Telestes (Bonaparte, 1837)[255]
  - Telestes muticellus (Bonaparte, 1837)
  - Telestes pleurobipunctatus  (Stephanidis, 1939)
- Thryssocypris  (Roberts i Kottelat, 1984)[262]
  - Thryssocypris ornithostoma (Kottelat, 1991)[263]
  - Thryssocypris smaragdinus  (Roberts i Kottelat, 1984)[264]
  - Thryssocypris tonlesapensis (Roberts i Kottelat, 1984)[264]
- Thynnichthys  (Bleeker, 1860)[10]
- Tinca  (Cuvier, 1816)[39]
  - Tinca tinca  (Linnaeus, 1758)
- Tor (Gray, 1833)[265]
- Toxabramis  (Günther, 1873)[266]
- Tribolodon  (Sauvage, 1883)[267]
- Trigonostigma  (Kottelat i Witte, 1999)[268]
- Troglocyclocheilus  (Kottelat i Bléhier, 1999)[269]
  - Troglocyclocheilus khammouanensis  (Kottelat i Brehier, 1999)
- Tropidophoxinellus  (Stephanidis, 1974)[270]
  - Tropidophoxinellus alburnoides (Steindachner, 1866)
  - Tropidophoxinellus hellenicus (Stephanidis, 1971)[271]
  - Tropidophoxinellus spartiaticus  (Schmidt-Ries, 1943)[272]
- Typhlobarbus  (Chu i Chen, 1982)[273]
  - Typhlobarbus nudiventris (Chu i Chen, 1982)
- Typhlogarra  (Trewavas, 1955)[274]
  - Typhlogarra widdowsoni  (Trewavas, 1955)
- Varicorhinus  (Rüppell, 1836)[275]
- Vimba  (Fitzinger, 1873)[276]
  - Vimba elongata  (Valenciennes, 1844)
  - Vimba melanops  (Heckel, 1837)
  - Vimba vimba  (Linnaeus, 1758)
- Xenobarbus  (Norman, 1923)[277]
  - Xenobarbus loveridgei  (Norman, 1923)
- Xenocyprioides  (Chen, 1982)[278]
  - Xenocyprioides carinatus  (Chen i Huang a Luo, Chen i Huang, 1985)
  - Xenocyprioides parvulus  (Chen, Chu, Luo i Wu, 1982)
- Xenocypris (Günther, 1868)[174]
- Xenophysogobio (Chen i Tsao, 1977)[279]
  - Xenophysogobio boulengeri  (Tchang, 1929)
  - Xenophysogobio nudicorpa  (Huang i Zhang, 1986)
- Yaoshanicus (Lin, 1931)[280]
  - Yaoshanicus arcus  (Lin, 1931)
  - Yaoshanicus dorsohorizontalis  (Nguyen i Doan, 1969)
  - Yaoshanicus kyphus  (Mai, 1978)
- Yuriria (Jordan i Evermann, 1896)[281]
  - Yuriria alta  (Jordan, 1879)
  - Yuriria chapalae  (Jordan i Snyder, 1899)
- Zacco (Jordan i Evermann, 1902)[282][283]